# Tombes dels comtes de Barcelona
Aquesta llista inclou totes les tombes dels comtes de Barcelona

## Comtes de Barcelona del casal de Barcelona
- Guifré I, anomenat el Pilós (vers 840 - 897), Comte d'Urgell i Cerdanya (870-897); Comte de Barcelona i Girona (878-897); Conflent (896-897); Comte d'Osona (886-897) de facto, encara que de iure ho fou del 878 al 897, malgrat que del 878 al 885 la regió estava gairebé despoblada. Fill de Sunifred I, nomenat Comte d'Urgell i de Cerdanya el 834 per l'emperador Lluís el Pietós, i Comte de Barcelona, Girona, Narbona, Nimes, Agde, Besiers i Magalona el 844 pel rei franc Carles el Calb. Fill de Sunifred i net de Bel·ló de Carcassona, comte de Carcassona en temps de Carlemany; per això, els comtes descendents de Sunifred i del seu germà Sunyer I d'Empúries i Rosselló (834-848) se'ls denomina bel·lònides. Guifré morí en la lluita l'11 d'agost de 897, a la Vall d'Ora, al Solsonès. Va ser enterrat a Sant Martí del Canigó, i les seves despulles van ser traslladades al monestir de Ripoll, i instal·lades recentment en un sepulcre modern.

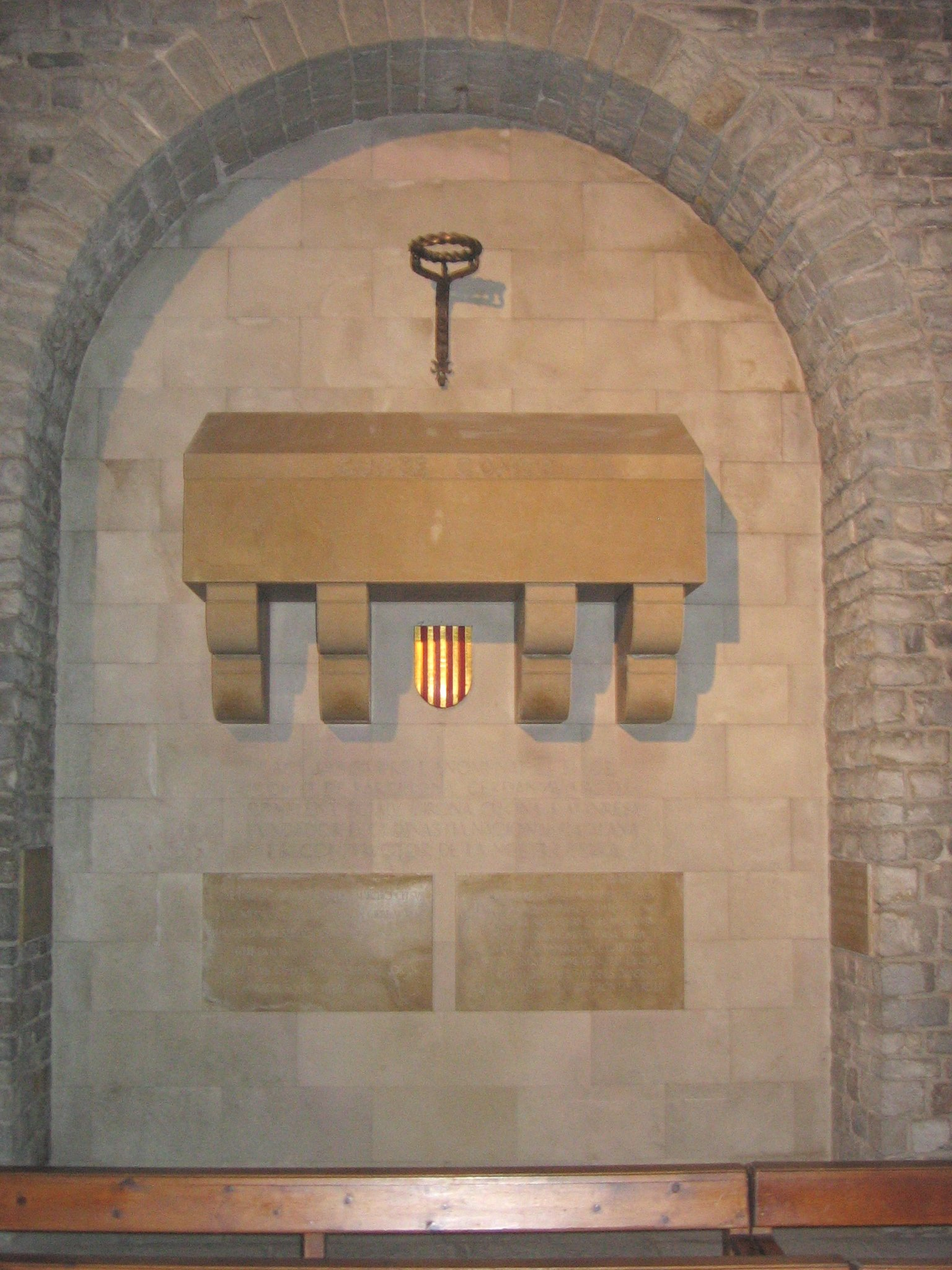
Guifré I
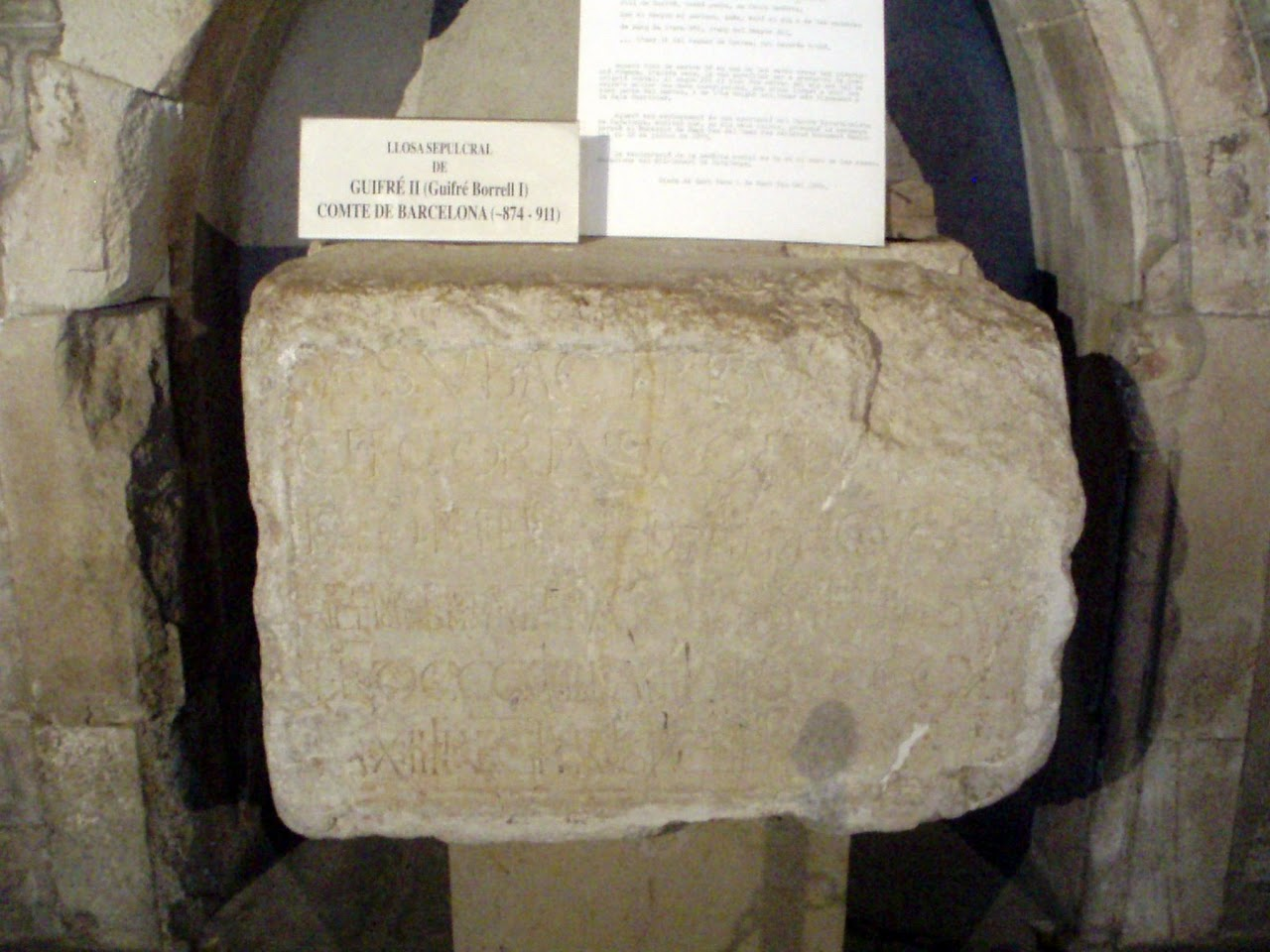
Làpida de la tomba de Guifré II (Sant Pau del Camp)
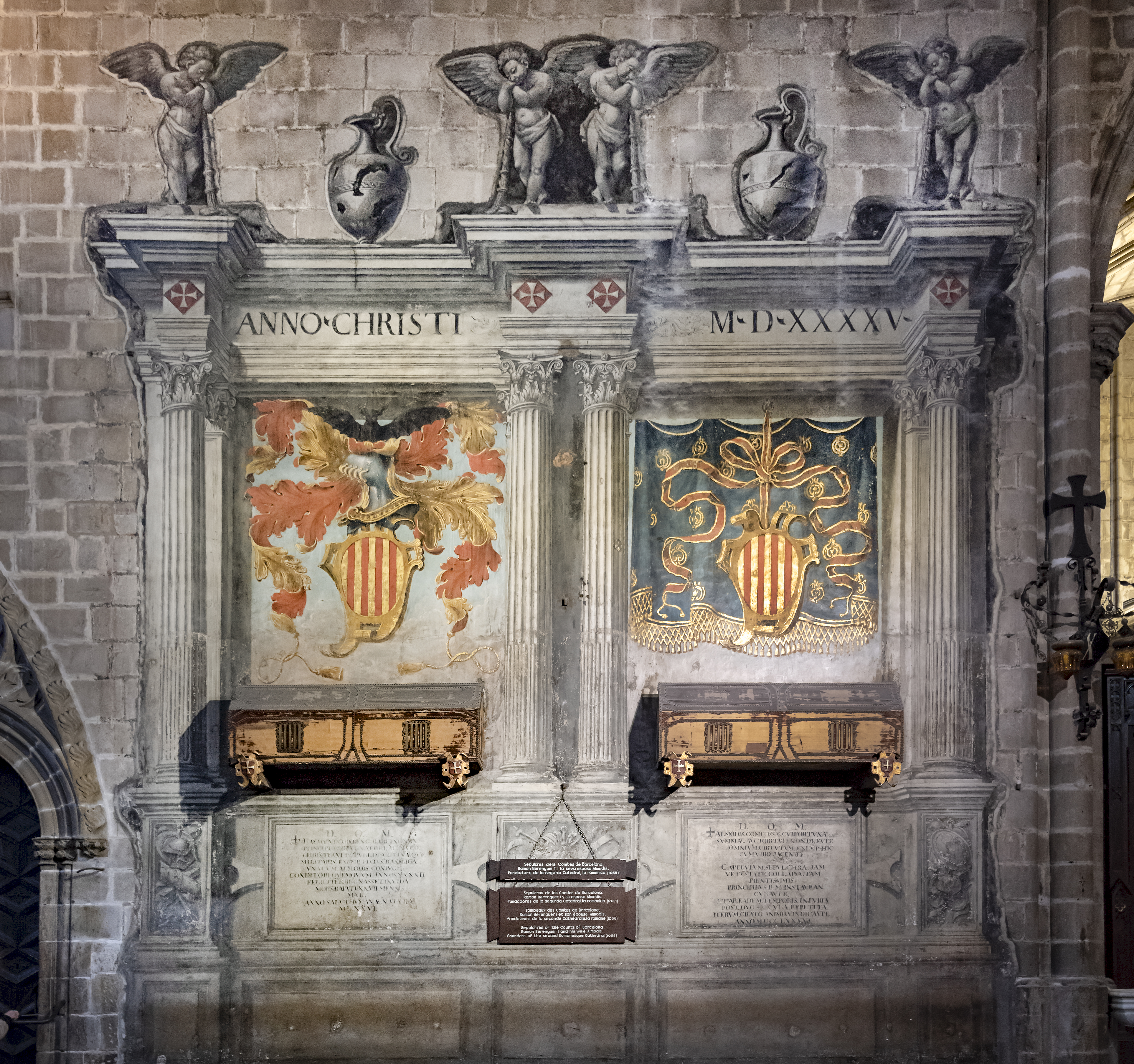
Sepulcres de Ramon Berenguer I i Almodis (Catedral de Barcelona).

- Guifré II (dit també Borrell I) (vers 874 - Barcelona 911), comte de Barcelona, Girona i Osona (897-911). Era fill del comte Guifré I i de Guinedilda d'Empúries. El 897, a la mort del seu pare, es va fer càrrec conjuntament amb els seus germans Sunifred i Miró, dels comtats paterns: comtat de Barcelona, Girona, Osona, Besalú, Cerdanya i Urgell. Ell mateix es reservà el govern dels comtats de Barcelona, Girona i Osona, i es va fer càrrec del més petit dels germans, Sunyer I, encara menor d'edat. El 898 es casà amb Gersenda de Tolosa, filla d'Eudes de Tolosa. Mort el 26 d'abril de 911, sense descendència, els seus comtats passaren a Sunyer I, i fou enterrat al Monestir de Sant Pau del Camp, que probablement havia fundat ell mateix. Se'n conserva la làpida de la tomba a la Sala Capitular del monestir.
- Sunyer I (vers 870 - monestir de la Grassa, Conflent 950), comte de Barcelona del 911 al 947. Fill de Guifré el Pilós i germà de Guifré II Borrell, Sunifred II d'Urgell i Miró II de Cerdanya. Des de la mort del seu pare, el 897, va estar associat al govern sota la tutela de Guifré II i a partir de la mort d'aquest, el 911, va governar sol. Hom creu que és enterrat a Ripoll, però el lloc exacte és desconegut.
- Miró I (? 926 - Barcelona 966), comte de Barcelona, Girona i Osona (947-966). Fou fill del comte de Barcelona Sunyer I i la seva segona muller, Riquilda de Tolosa. Cogovernà a la mort del seu pare el 947 juntament amb el seu germà Borrell II. Hom creu que és enterrat a Ripoll, però el lloc exacte és desconegut.
- Borrell II (927 - 992), Comte de Barcelona, de 947 a 992. Fill de Sunyer I i de la seva segona muller, Riquilda de Tolosa. El 24 de setembre del 992 Borrell feu testament probablement a la Seu d'Urgell i hi devia morir sis dies després.
- Ramon Borrell (? 972 - Barcelona, 1017), Comte de Barcelona de 992 a 1017. Fill gran del comte Borrell II de Barcelona i de la seva primera muller Letgarda de Tolosa. Associat al poder pel seu pare el 988, va governar sol a partir de la mort d'aquest, el 992. Morí el 8 de setembre del 1017. Fou enterrat al claustre de la Catedral de Barcelona (la Catedral romanica). Perduda la pista de la tomba, és possible que, en traslladar les restes de Ramon Berenguer I el Vell al s. XVI, també s'hi inhumessin al mateix fèretres les restes de Borrell.
- Berenguer Ramon I, dit el Corbat (vers 1006 - 1035), Comte de Barcelona de 1018 fins a 1035. Fill de Ramon Borrell, comte de Barcelona, i d'Ermessenda de Carcassona. Morí el 31 de març de 1035. Hom creu que és enterrat a Ripoll, però el lloc exacte és desconegut.
- Ramon Berenguer I el Vell (vers 1023 - 1076), Comte de Barcelona de 1035 a 1076. Fill de Berenguer Ramon I i de Sança de Castella. És enterrat a la Catedral de Barcelona amb Almodis. Despulles traslladades des de Girona l'any 1545.

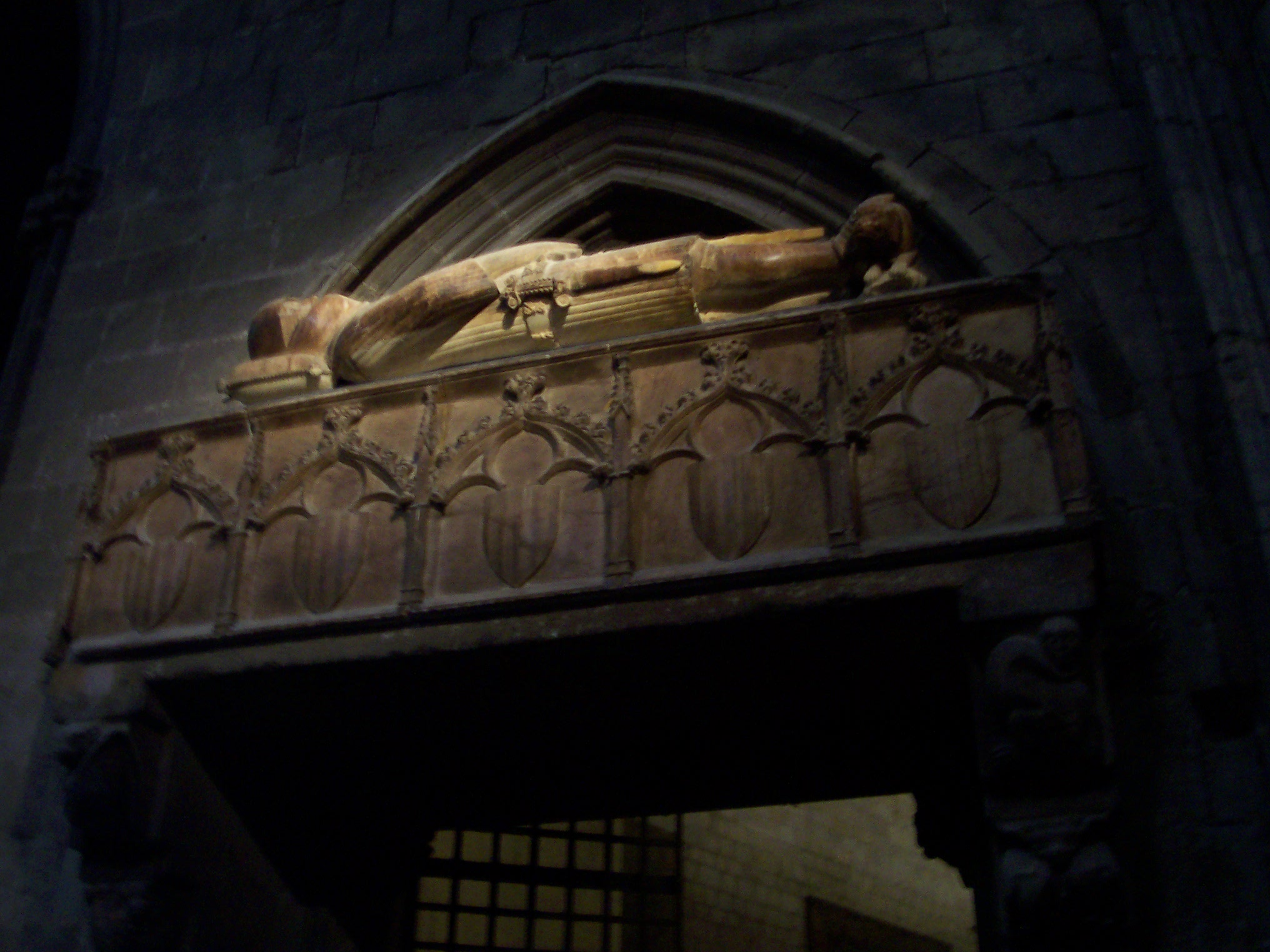
Tomba de Ramon Berenguer II (Catedral de Girona).
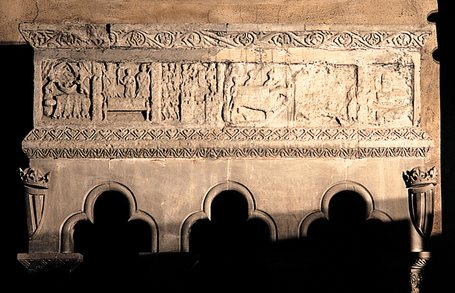
Ramon Berenguer III el Gran
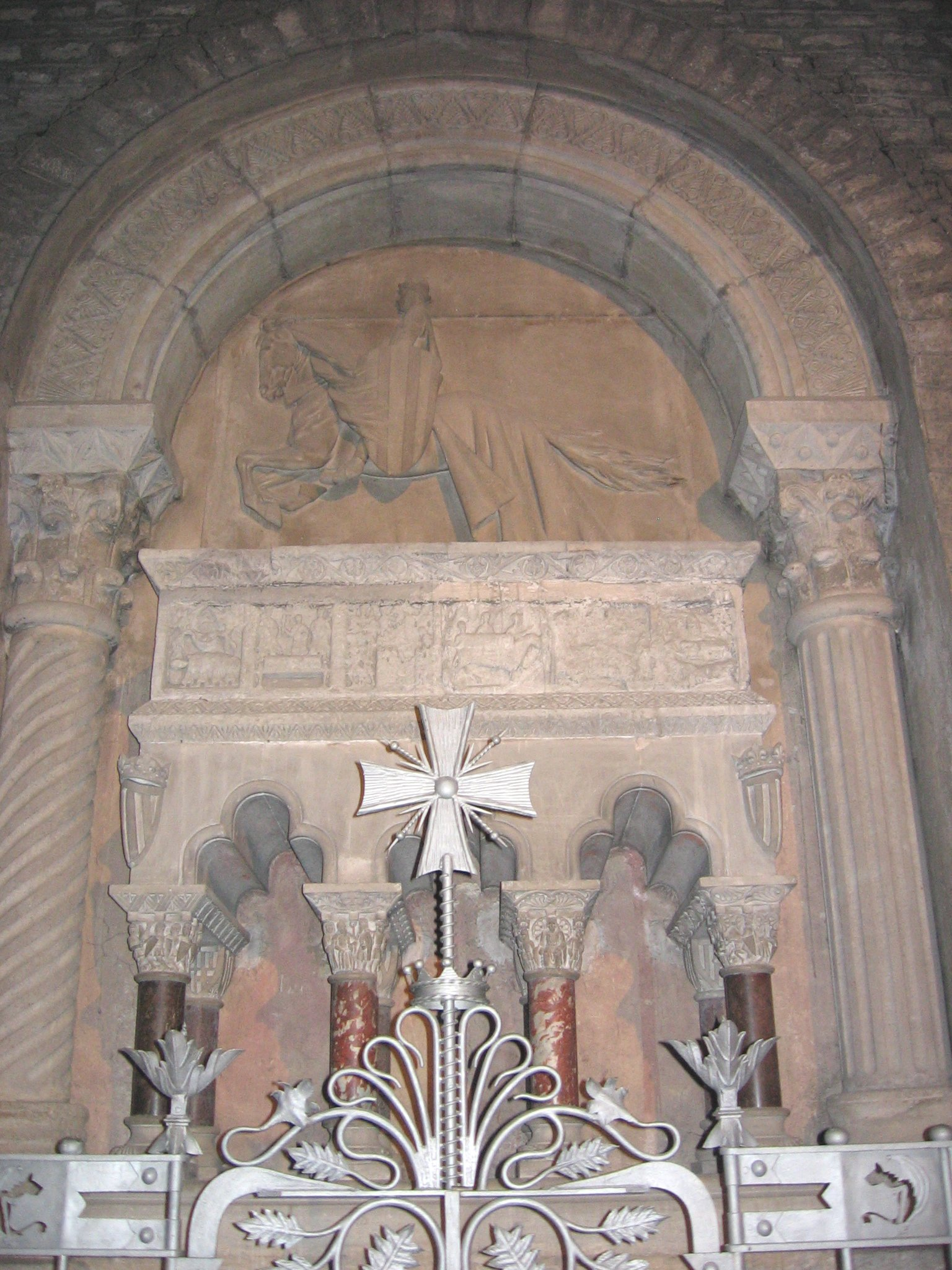
Ramon Berenguer III el Gran
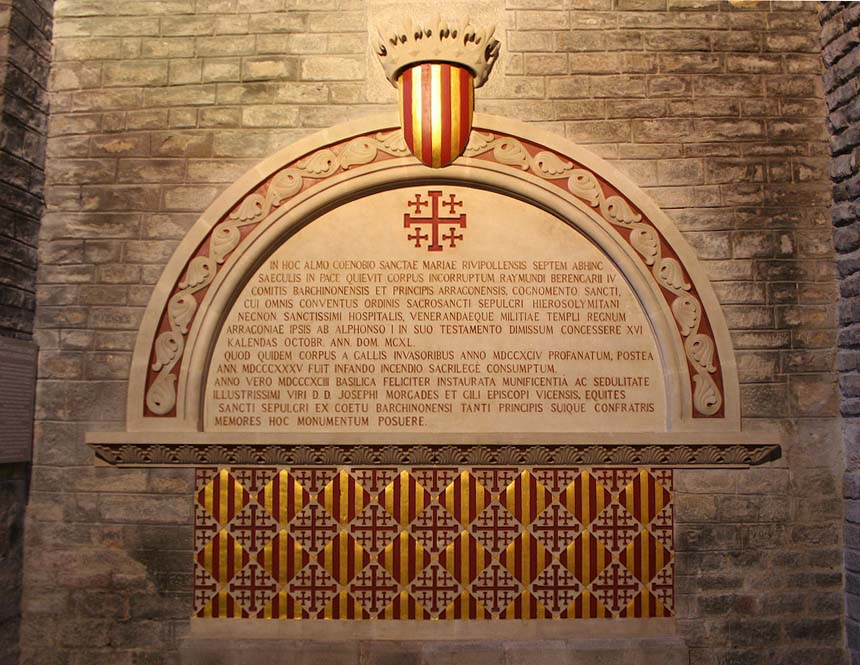
Cenotafi de Ramon Berenguer IV el Sant

- Ramon Berenguer II, Cap d'Estopes (1053 - la Perxa de l'Astor, Gualba 1082), comte de Barcelona de 1076 a 1082. Fill de Ramon Berenguer I de Barcelona i d'Almodis de la Marca i germà, probablement bessó, de Berenguer Ramon II. El 1076, a la mort del seu pare, va rebre el comtat de Barcelona juntament amb el seu germà, ja que aquell no havia dividit l'herència. Assassinat el 5 de desembre de 1082, portat a Girona i sepultat a la seu de la ciutat; el sepulcre es conserva a la nau de la catedral.
- Berenguer Ramon II el Fratricida (1053 - Jerusalem 1097), Comte de Barcelona de 1076 a 1097. Morí en una peregrinació a Jerusalem, sense que se sàpiga on fou sebollit.
- Ramon Berenguer III el Gran (Rodés, Occitana 1082 - Barcelona 1131), Comte de Barcelona de 1097 a 1131. Fill del Ramon Berenguer II Cap d'Estopes, i la seva muller Mafalda de Pulla-Calàbria. Enterrat a Ripoll, en un sepulcre del s. XII.
- Ramon Berenguer IV el Sant (Barcelona 1114 - Borgo San Dalmazzo, prop de Torí, Piemont 1162), comte de Barcelona de 1131 a 1162. Fill de Ramon Berenguer III i Dolça de Provença. Regent d'Aragó per cessió de Ramir II (rei il·legítim) i dels ordes militars a qui el legítim rei, Alfons el Bataller, havia cedit el regne. Enterrat al monestir de Ripoll. En el 1794 els francesos van profanar la seva tomba; avui a Ripoll hi ha un cenotafi amb una inscripció commemorativa. La Infanta Peronella va ser enterrada a la Catedral de Barcelona, perdent-se la sepultura en la construcció de la seu gòtica (potser les restes van ésser barrejades amb les de Ramon Berenguer I i Almodis en recol·locar-les).

## Comtes de Barcelona (i reis d'Aragó) del casal de Barcelona

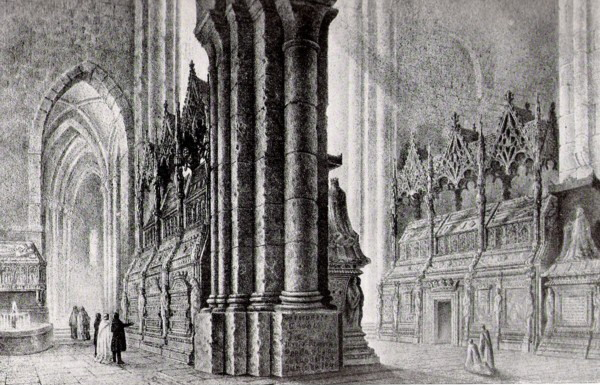
Panteó de Poblet abans del 1835
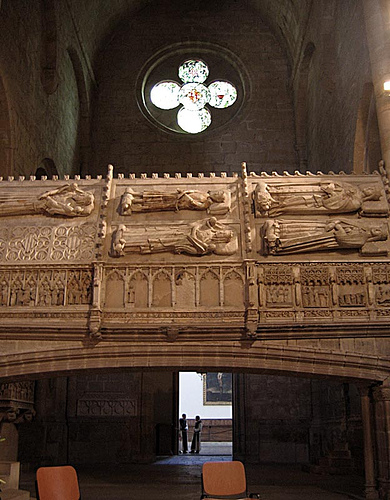
Panteó de Poblet; d'esquerra a dreta:Alfons el Cast, Joan I i Joan II
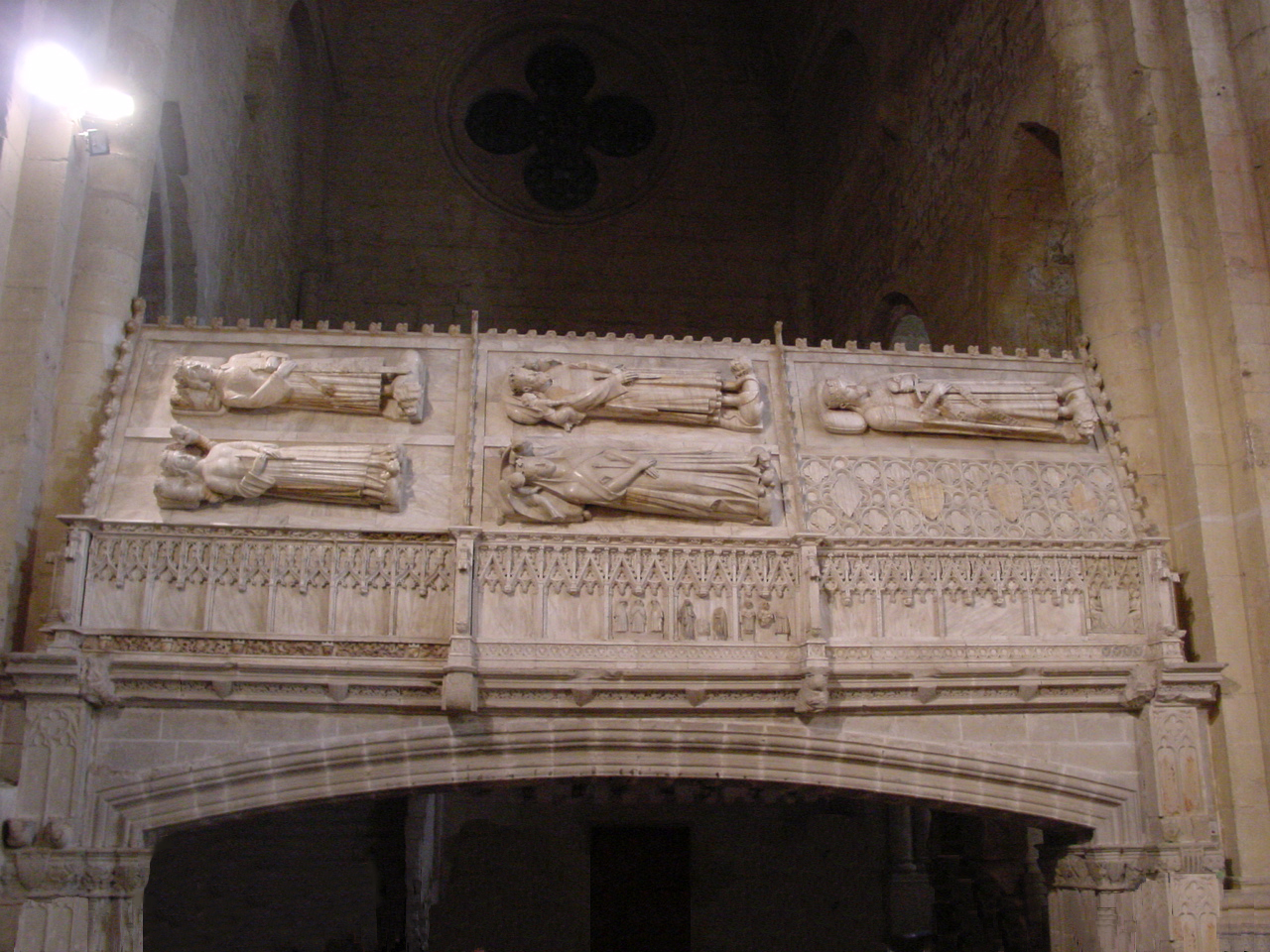
Panteó de Poblet; d'esquerra a dreta: Ferran I, Pere el Cerimoniós i Jaume I
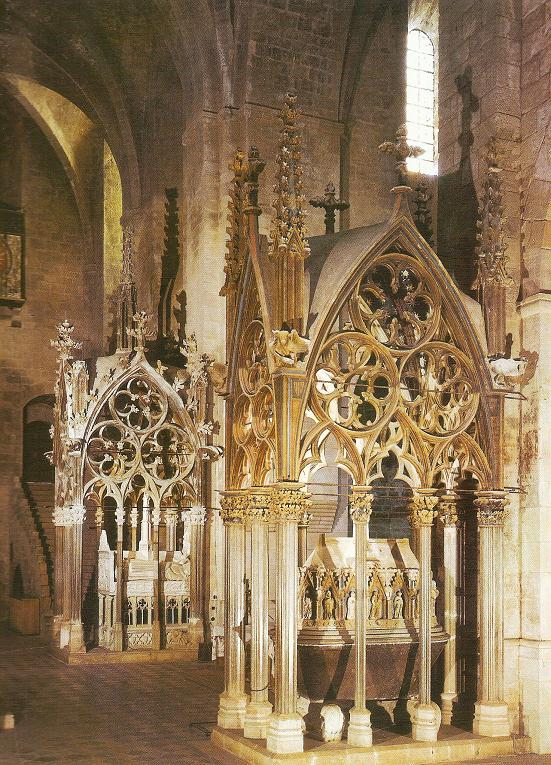
Panteó reial de Santes Creus

- Alfons I el Cast (1162-1196) (Sant Pere de Vilamajor 1154 - Perpinyà 1196), comte de Barcelona i rei d'Aragó de 1162 a 1196. Fou fill i successor de Ramon Berenguer IV i Peronella d'Aragó. Enterrat al Monestir de Poblet i en part (possiblement les entranyes) a Santa Maria de Vilabertran.
- Pere I el Catòlic (Montblanc?, 1177 - Muret, 1213), comte de Barcelona i rei d'Aragó de 1196 a 1213. Fill i successor d'Alfons el Cast i de Sança de Castella. És enterrat al monestir de Santa Maria de Sixena.
- Jaume I el Conqueridor (Montpeller 1208-València 1276), comte de Barcelona i rei d'Aragó de 1213 a 1276; conqueridor de Mallorca (1228) i València (1232-1244). Fou fill del Pere el Catòlic i de Maria de Montpeller. De 1835 fins a 1952 el seu sepulcre va estar a la Catedral de Tarragona. Enterrat al Monestir de Poblet.
- Pere II el Gran (València 1240-Vilafranca del Penedès 1285), (1276-1285). comte de Barcelona i rei d'Aragó i València de 1276 a 1285. Conqueridor de Sicília (1282). Fou el fill de Jaume el Conqueridor i la seva segona muller, Violant d'Hongria. Fou el primer monarca que va disposar el seu enterrament al monestir de Santes Creus. Posteriorment el creuer de l'església va acollir la tomba del seu fill i la seva esposa Blanca d'Anjou. El sepulcre de Pere el Gran (1240-1285) fou encarregat pel seu fill Jaume II que el va manar construir en el lloc triat pel seu pare, o sigui al monestir de Santes Creus, tot i haver estat excomunicat. El 1291 es va encarregar la seva confecció al mestre Bartomeu de Girona utilitzant una banyera romanoegípcia enviada pel mateix Jaume II quan era rei de Sicília. El sepulcre és format per la banyera antiga, un templet decorat amb imatges al seu damunt i tot elconjunt cobert per un baldaquí. El cos reial es va traslladar a aquest lloc el 1295, després es va fer el baldaquí i els daurats, acabats deu anys després. Aquest sepulcre fou obert el 2010, moment en què es va investigar les restes del monarca i es va restaurar i netejar el conjunt. En la làpida que Jaume II va encarregar pel seu pare hi figura que va ser un gran home, gran conqueridor i just governant.[1]

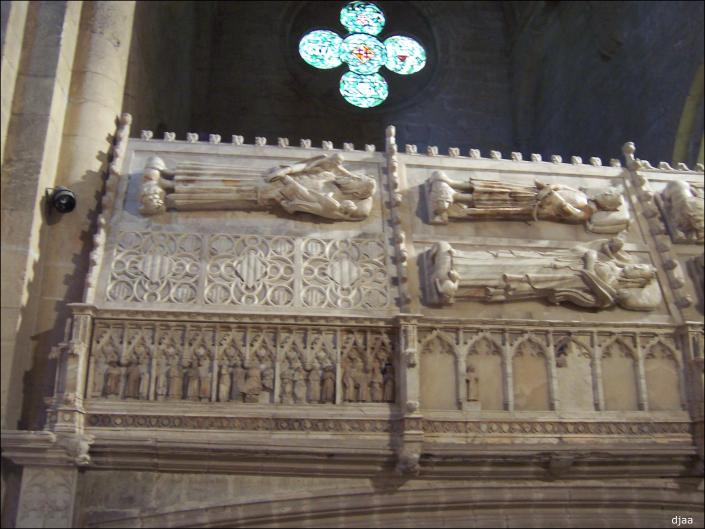
Alfons el Cast (Poblet)
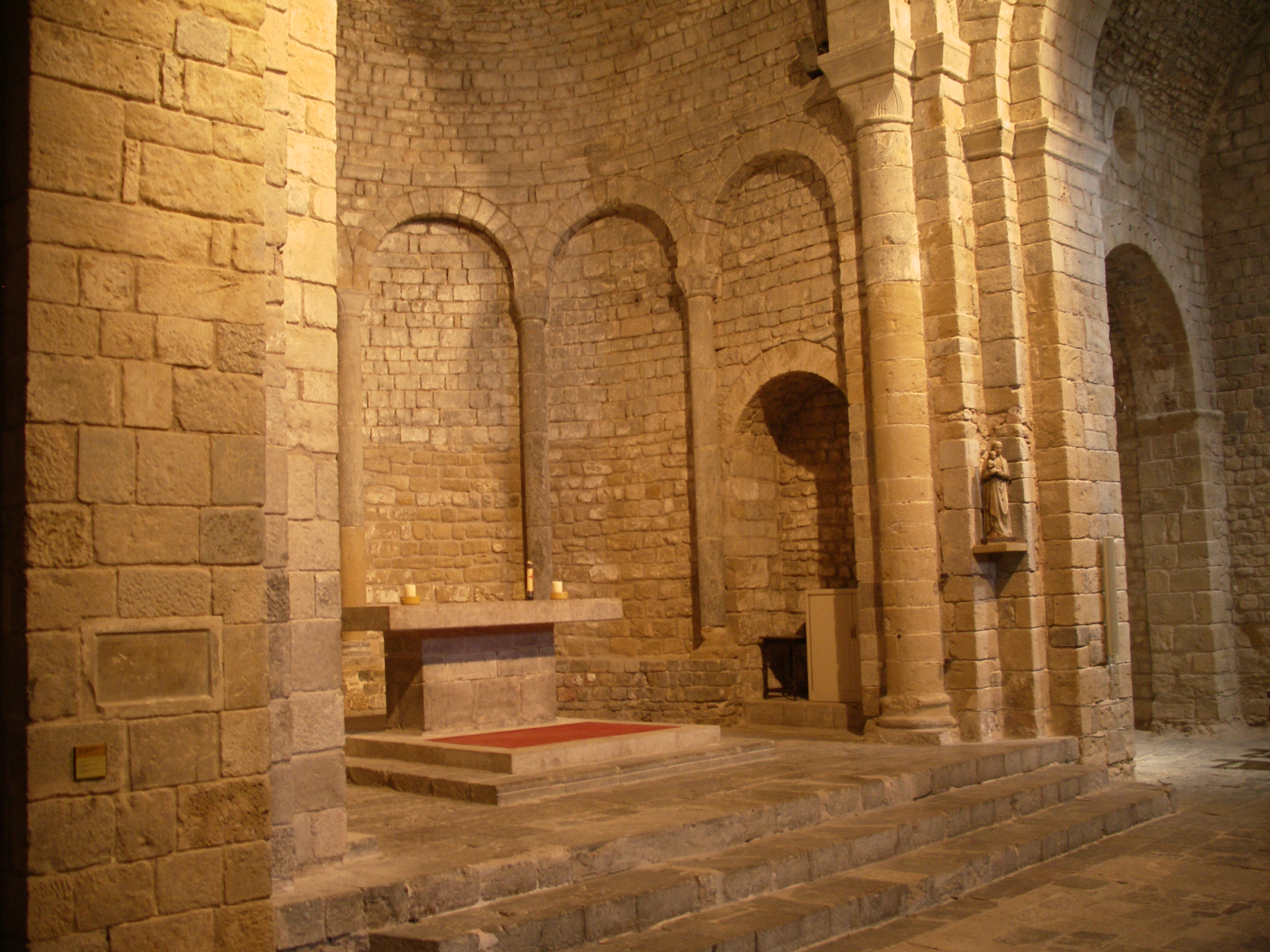
Absis de S. Maria de Vilabertran; en primer terme, làpida d'Alfons el Cast, amb part de les seves restes
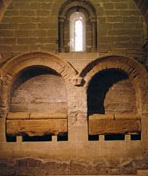
Pere el Catòlic (Sixena)
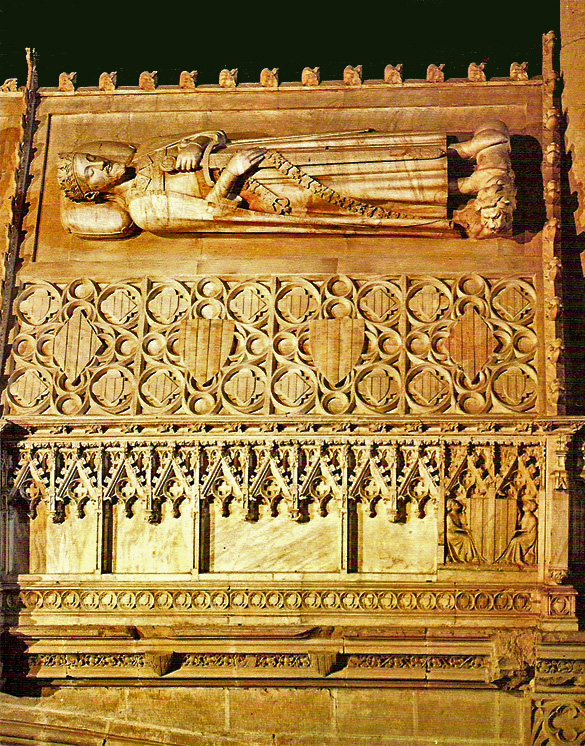
Jaume I (Poblet)
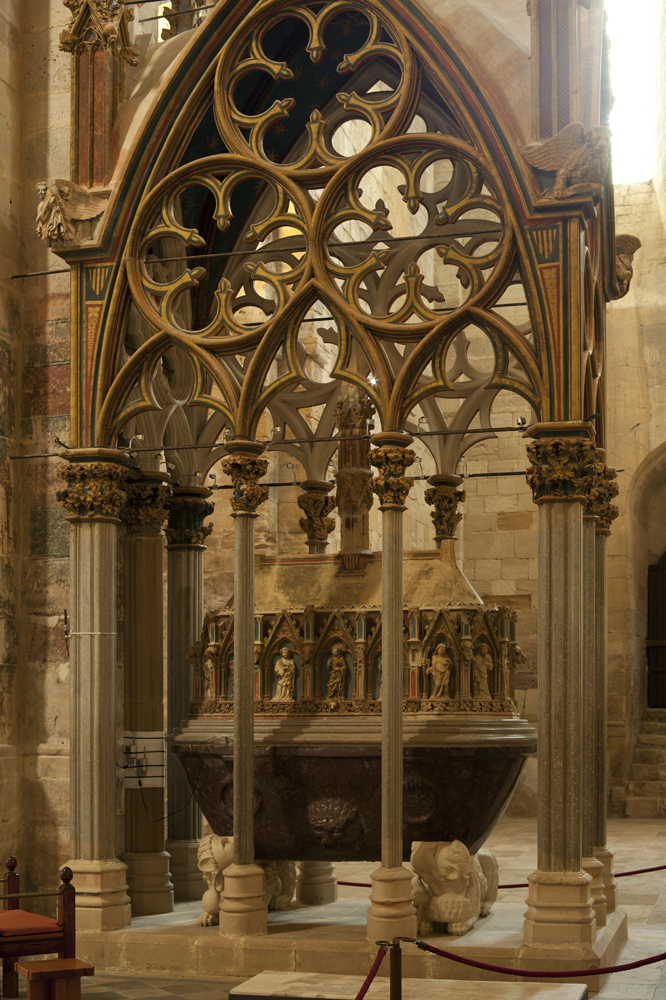
Sepulcre de Pere el Gran (Santes Creus)

- Alfons II el Lliberal o el Franc (València 1265-Barcelona 1291), comte de Barcelona i rei d'Aragó, València i Sicília de 1285 a 1291. Fou el primer fill de Pere el Gran i la seva muller Constança de Sicília. És enterrat a la Catedral de Barcelona.
- Jaume el Just (València, 10 d'agost de 1267 – Barcelona, 2 de novembre de 1327). comte de Barcelona i rei d'Aragó, València i Sicília 1291 a 1327. Segon fill de Pere el Gran i la seva muller Constança de Sicília, i germà i successor d'Alfons. És enterrat a Santes Creus. La tomba de Jaume II i la seva esposa Blanca d'Anjou va seguir el model del sepulcre del seu pare Pere el Gran.L'obra es va fer entre el 1311 i 1316 hi intervingueren diversos mestres (Pere de Prenafeta, Pere de Bonull i Francesc de Monflorit). D'altra banda, es demostra que el sepulcre va patir un canvi de disposició del sarcòfag, probablement al segle xvi, a més de la seva profanació el 1836. El cos de la reina ha estat recompost i embolcallat en roba de lli. Jaume II es va encarregar per ell mateix la làpida en què diu que va ser un rei pacificador.[2]
- Alfons III el Benigne (Nàpols 1299 - Barcelona 1336), comte de Barcelona i rei d'Aragó, València i Sicília de 1327 a 1336. Fou el segon fill de Jaume el Just i la seva segona muller Blanca de Nàpols, i successor al tron de la corona. Conquerí Sardenya, el 1323 i 1324. Durant el seu regnat es van incorporar a la Corona el Ducat d'Atenes i el Ducat de Neopàtria. Enterrat a la Seu Vella de Lleida.
- Pere III el Cerimoniós (5 d'octubre de 1319, Balaguer - 5 de gener de 1387, Barcelona), fou comte de Barcelona i rei d'Aragó, València, Sicília i Sardenya de 1386 a 1387. Fill d'Alfons el Benigne i la seva primera esposa, Teresa d'Entença. Enterrat al Monestir de Poblet.

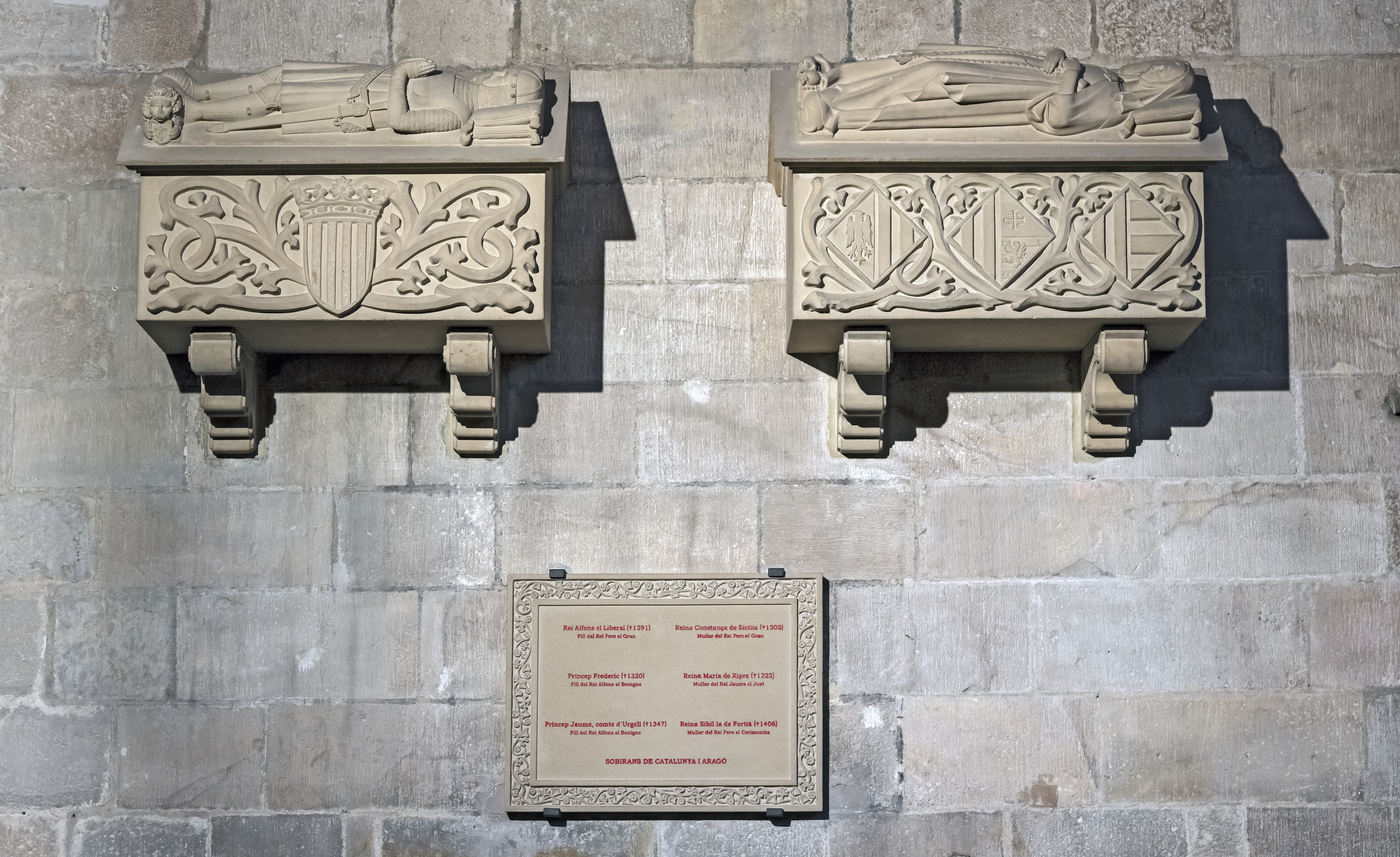
Alfons el Franc, a l'urna esquerra (Catedral de Barcelona).
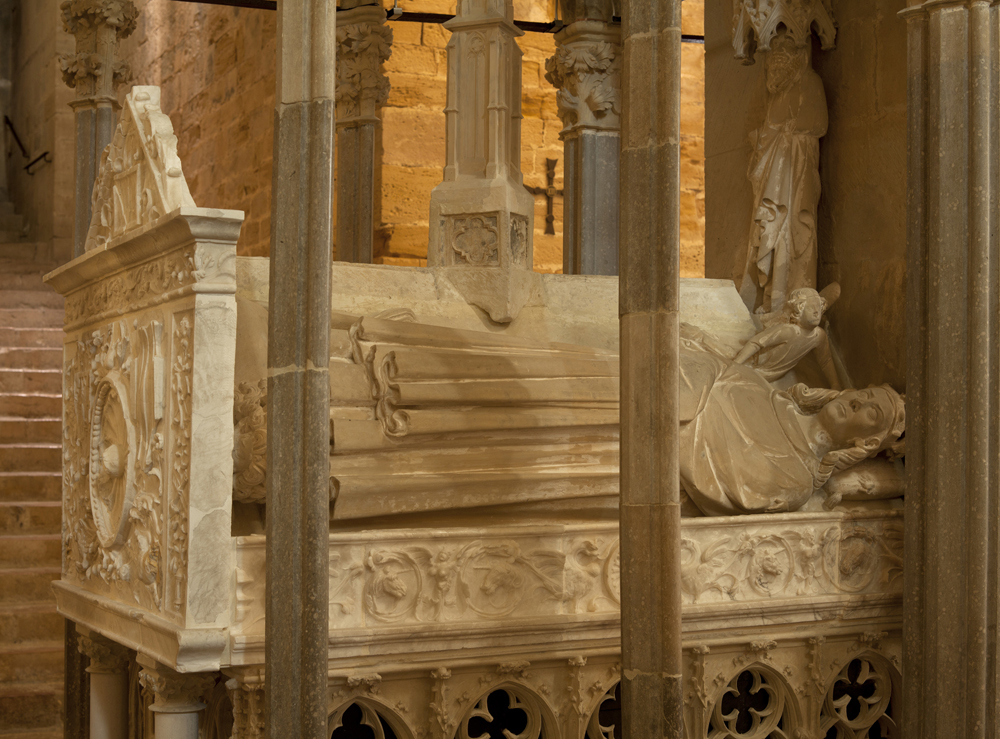
Sepulcre de Jaume el Just (Santes Creus)
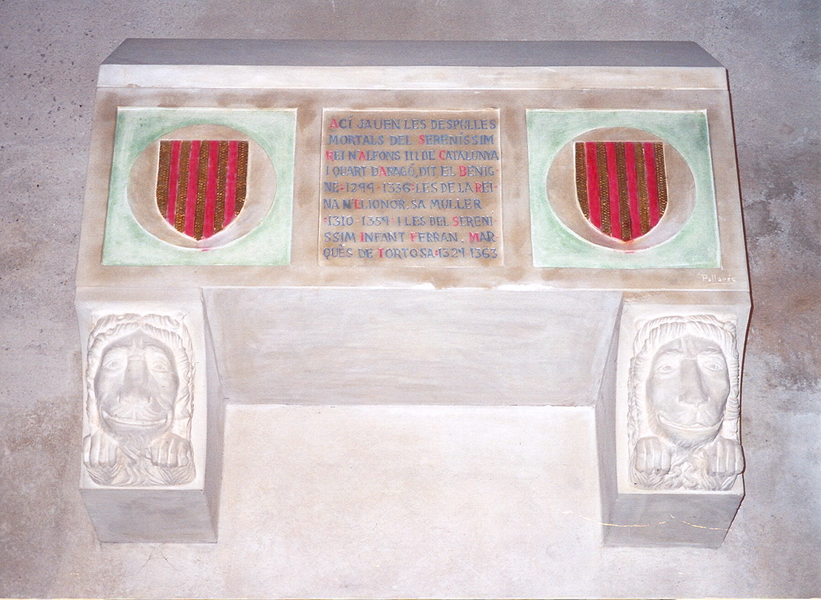
Alfons el Benigne (Seu de Lleida)
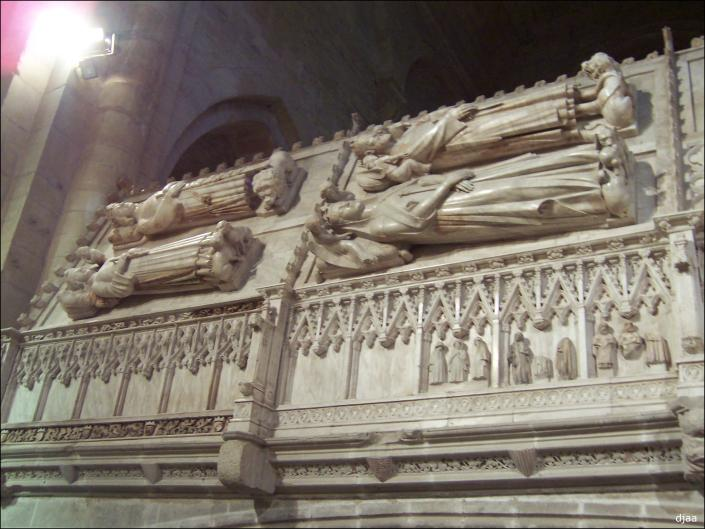
Pere el Cerimoniós i Ferran I (Poblet)

- Joan I el Caçador (Perpinyà 1350 - Foixà 1396), Comte de Barcelona i rei d'Aragó, València, Sicília i Sardenya de 1387 a 1396. Fou el primer fill de Pere el Cerimoniós amb Elionor de Sicília, i germà de Martí l'Humà, nascut l'any 1356. Joan I morí sobtadament tot caçant a Foixà el 19 de maig de 1396. En no tenir descendència masculina, fou succeït pel seu germà Martí l'Humà. Enterrat al Monestir de Poblet.
- Martí l'Humà (Girona 1356 - Barcelona 1410), Comte de Barcelona i rei d'Aragó, València, Sicília i Sardenya de 1396 a 1410. Segon fill de Pere el Cerimoniós i Elionor de Sicília. En morir al monestir de Santa Maria de Valldonzella (Barcelona) el 31 de maig de 1410 començà l'interregne que es tancaria amb el Compromís de Casp de 1412, en el qual es trià per succeir-lo en Ferran I, anomenat el d'Antequera. És el darrer rei, per línia directa, del casal de Barcelona. Fou enterrat al Monestir de Poblet.

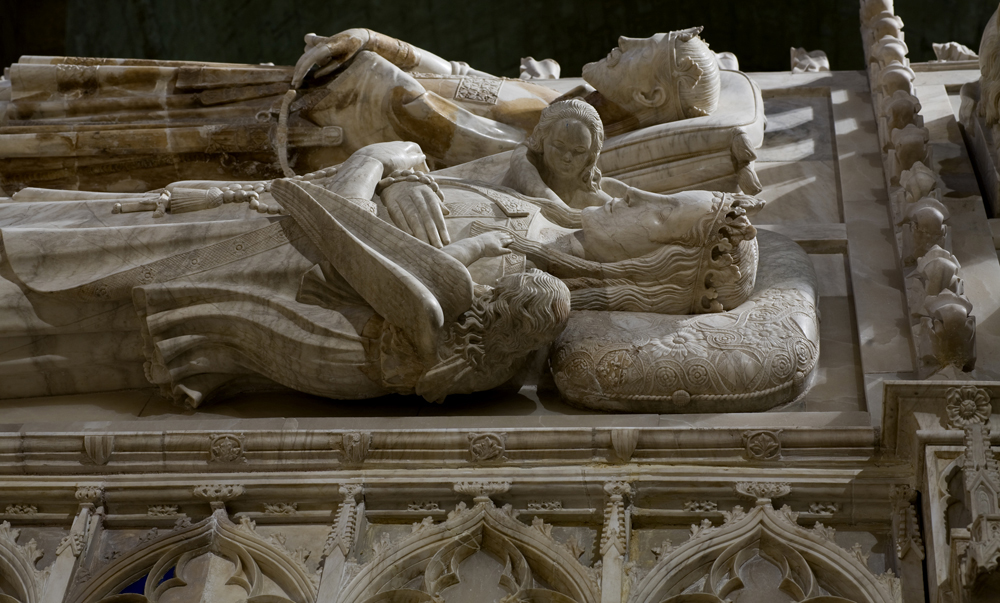
Joan I (Poblet)
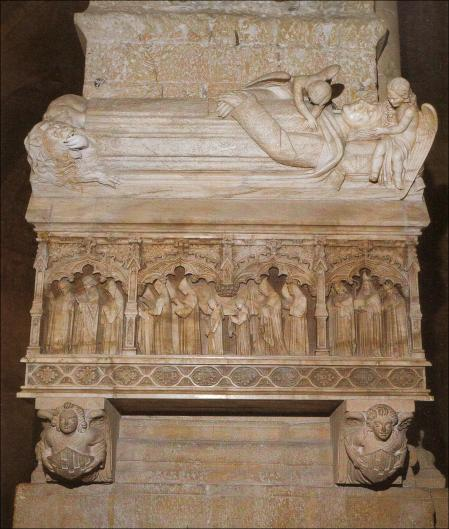
Martí I (Poblet)
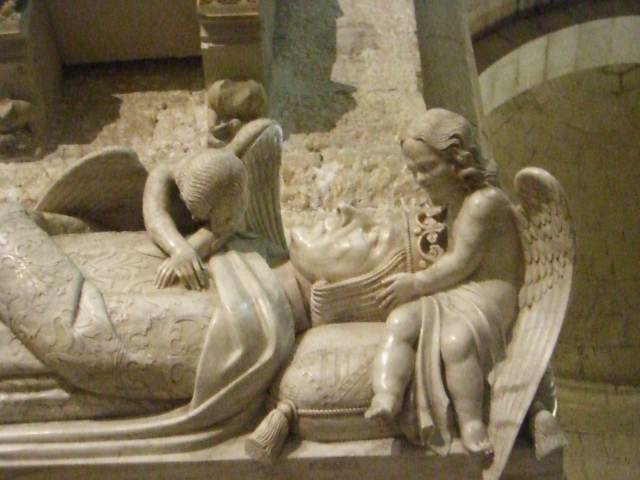
Martí I (Poblet)
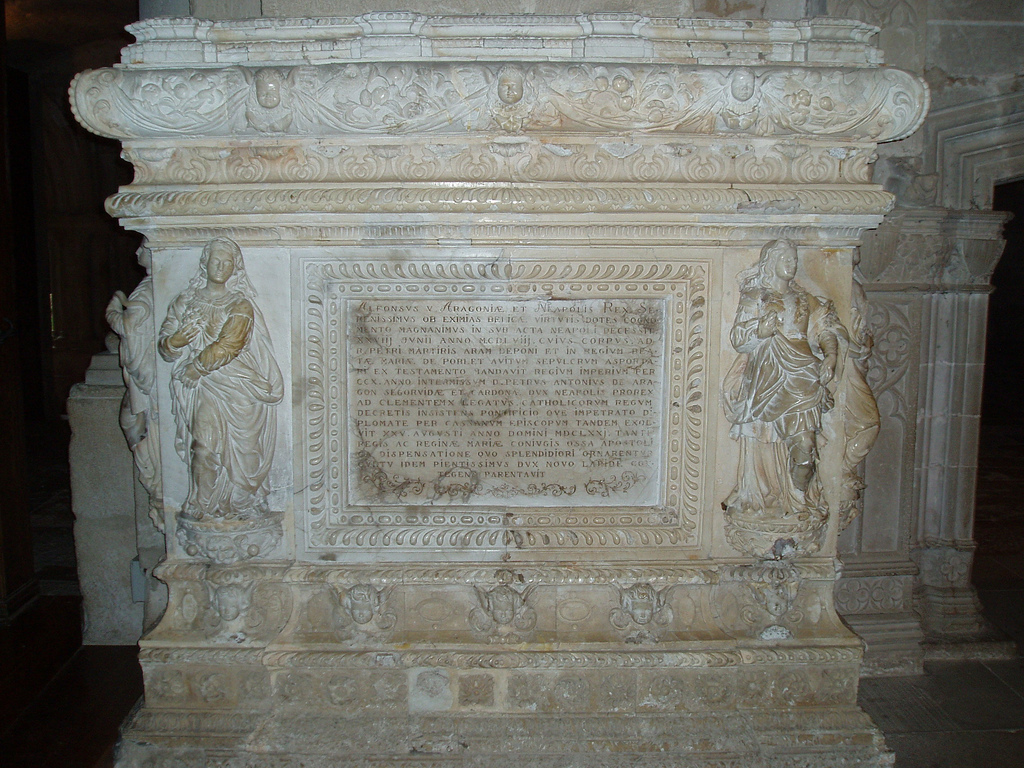
Alfons el Magnànim (Poblet)

## Comtes de Barcelona (i reis d'Aragó, Mallorca, València i Sicília) de la casa dels Trastamara
- Ferran I d'Aragó, anomenat el d'Antequera (Medina del Campo, Castella, 27 de novembre de 1380 - Igualada, 2 d'abril de 1416), comte de Barcelona de 1412 a 1416). Net de Pere III el Cerimoniós. Enterrat al Monestir de Poblet.
- Alfons IV el Magnànim (Medina del Campo, Castella 1396 - Nàpols 1458), Comte de Barcelona del 1416 al 1458). Conquerí Nàpols (1442-1458). Fill primogènit de Ferran I i la seva muller, Elionor d'Alburquerque. A la Corona catalana fou succeït pel seu germà Joan II d'Aragó, mentre al Regne de Nàpols ho feu el seu fill natural, l'infant Ferran. Enterrat al Monestir de Poblet.
- Joan II d'Aragó (Medina del Campo 1398 - Barcelona 1479), Comte de Barcelona de 1458 fins a 1479. Fill segon de Ferran I d'Aragó i de la seva muller Elionor d'Alburquerque. Enterrat al Monestir de Poblet.

### Guerra civil entre la Generalitat i Joan II
- Enric I (IV de Castella) anomenat l'Impotent (Valladolid 1425 - Madrid 1474). La Generalitat el nomenà rei el 1462, però ell renuncià a canvi de què Joan II renuncies als seus drets a la Corona de Castella. Enterrat al Monestir de Guadalupe, a Cáceres.
- Pere IV de Catalunya, dit el Conestable de Portugal (1429 - Granollers, 1466), proclamat comte de Barcelona i rei d'Aragó (1464-1466), per la Generalitat. Fill de Pere de Portugal, Duc de Coïmbra i regent de Portugal, i d'Elisabet d'Urgell i d'Aragó, filla de Jaume II d'Urgell, un dels pretendents al tron aragonès durant el Compromís de Casp. Enterrat a Santa Maria del Mar, se'n conserva la làpida del sepulcre en una capella lateral.
- Renat I d'Anjou, el Bo (Angers, França 1409 -Ais de Provença 1480), Comte de Barcelona (1466-1472), Comte de Provença (1434-1480), Rei de Nàpols (1435-1442), rei titular de Jerusalem (1435-1480) Nascut el 16 de juliol de 1409, fou el tercer fill de Lluís II de Provença i de Violant d'Aragó i, per tant, net de Joan I d'Aragó. El 10 de juliol de 1480 morí a la ciutat d'Ais de Provença, i fou sepultat a la catedral d'Angers. La tomba va ser destruïda el 1794, durant la Revolució.

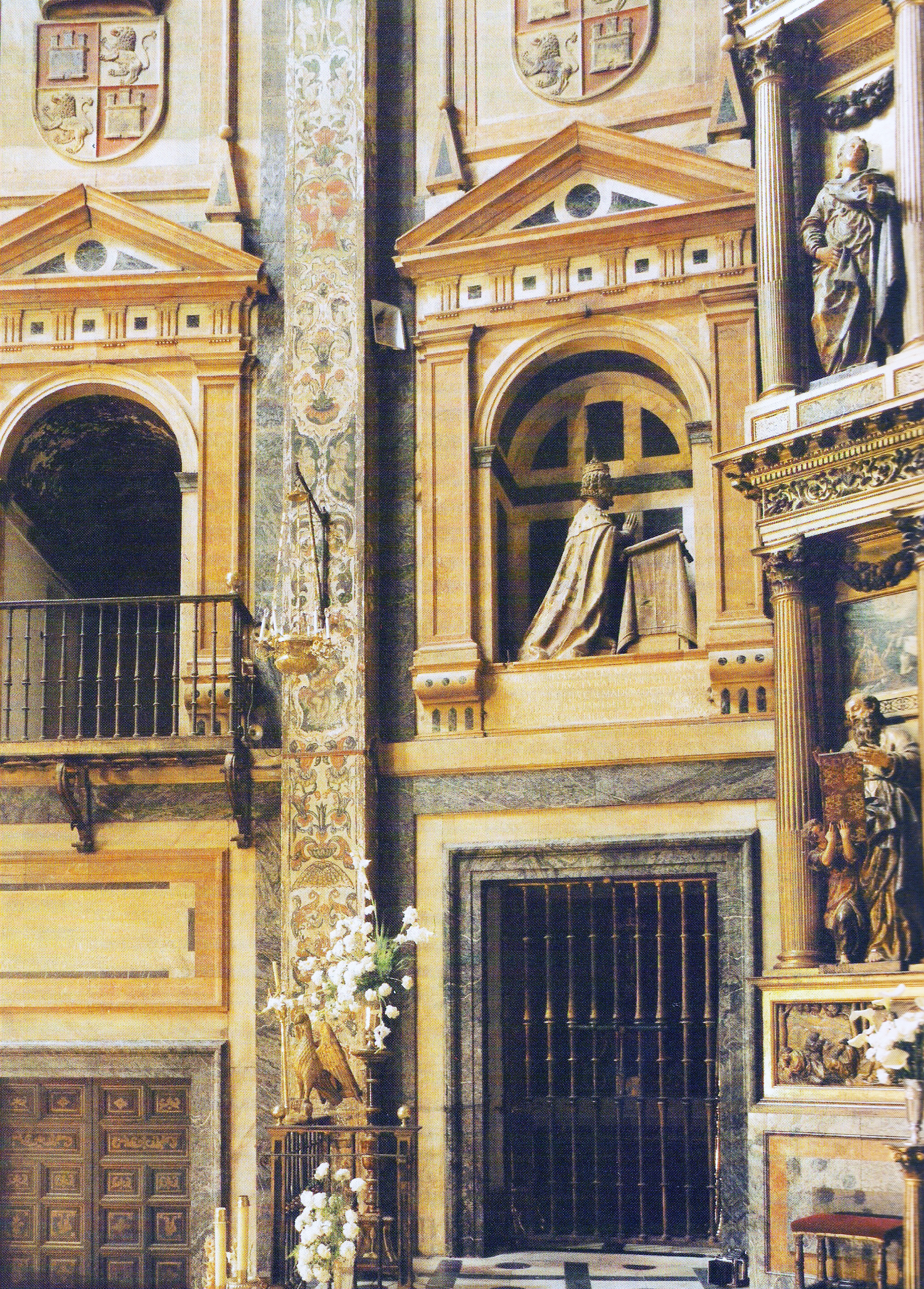
Cenotafi d'Enric I (Monestir de Guadalupe)
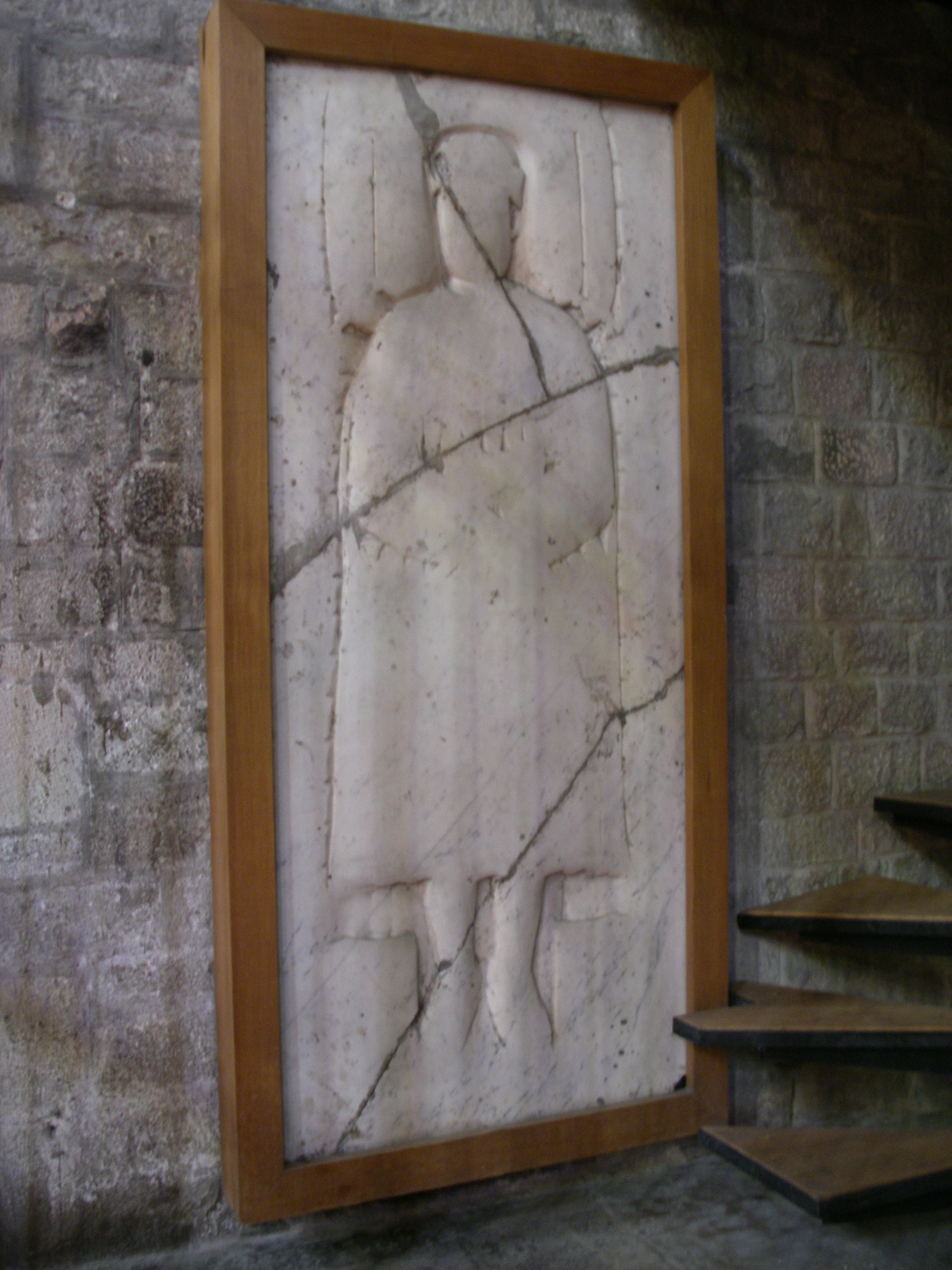
Pere de Portugal (Santa Maria del Mar)
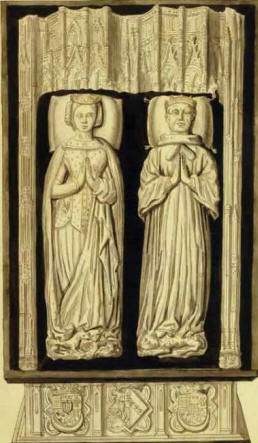
Renat d'Anjou (dibuix de la tomba destruïda)
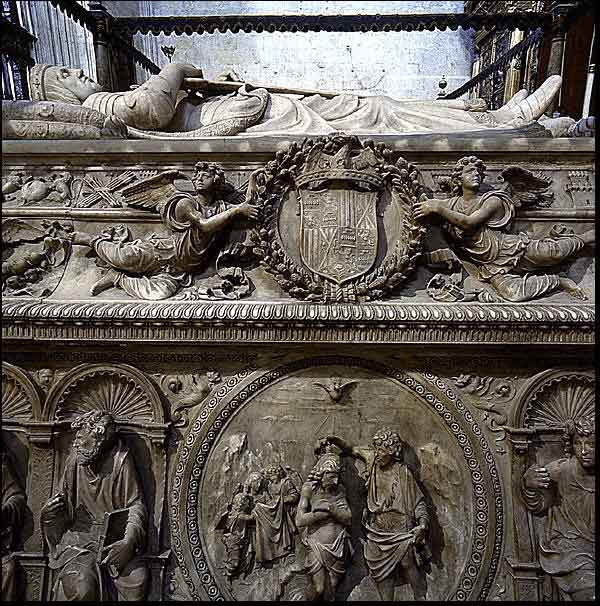
Ferran el Catòlic (Capella Reial de Granada)
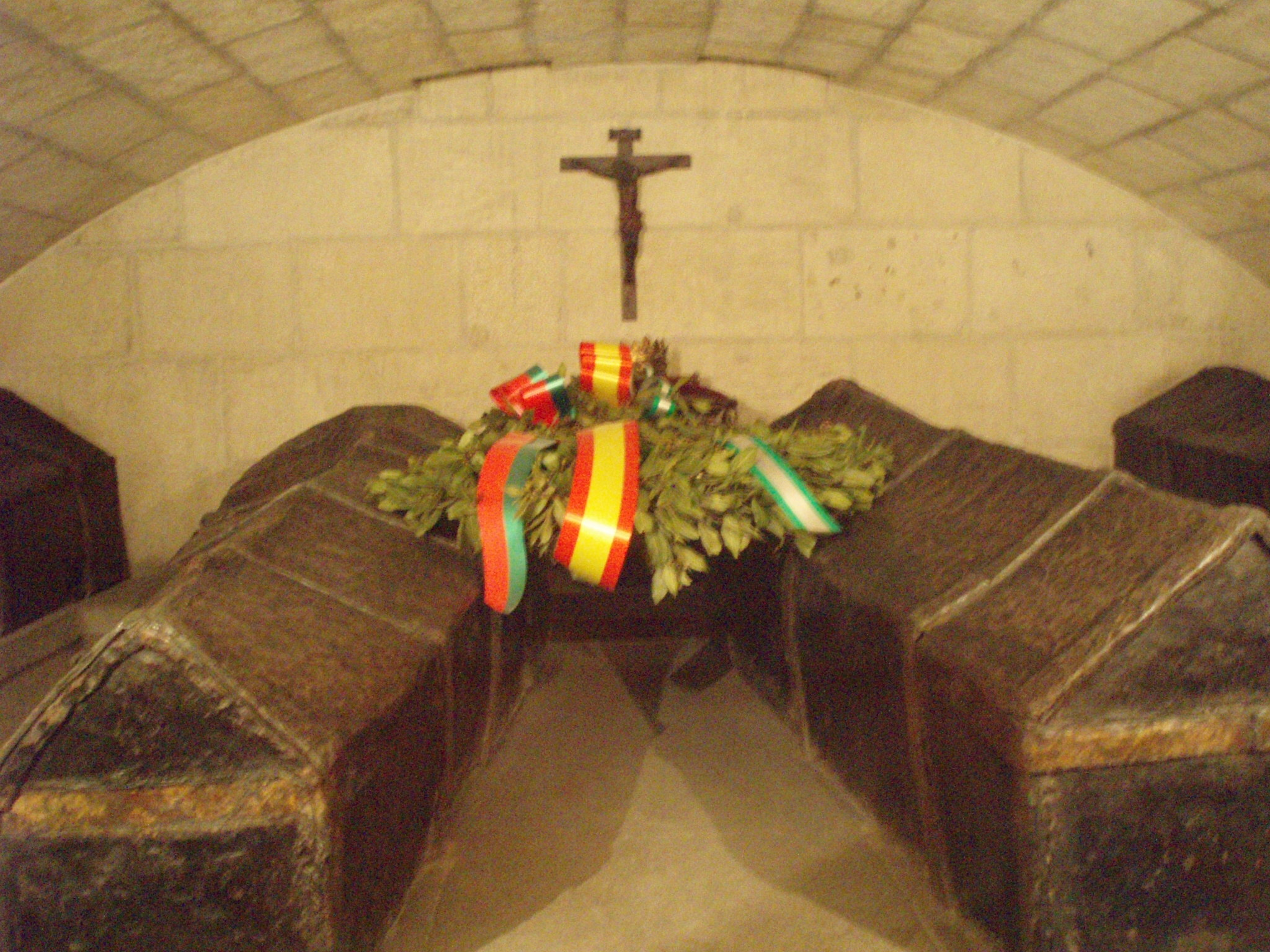
Taüts dels Reis Catòlics, sota el sepulcre esculpit

### Continuació dinastia Trastamara
- Ferran II d'Aragó, dit el Catòlic, (Sos del Rey Católico, Saragossa 10 de maig de 1452 - Madrigalejo, Càceres, 22 de gener de 1516), Comte de Barcelona de 1479 a 1516 i Rei de Castella (1474-1504), Era fill del rei Joan II d'Aragó i de la seva segona esposa, Joana Enríquez. Ferran II aconseguí el títol de Rei de Jerusalem com a dot en casar-se amb Germana de Foix. En morir el 22 de gener de 1516, conscient que el seu successor Carles trigaria a venir fins a acabar la seva formació, va nomenar al seu fill natural Alfons d'Aragó regent dels regnes de la Corona d'Aragó. Enterrat a la Catedral de Granada, a la Capella Reial, amb la seva primera muller Isabel, en un sepulcre de Domenico Fancelli.

La seva filla Joana d'Aragó (1479-1555), va ser reina de Castella (1504-1555), però no ho va ser a la Corona d'Aragó, a la qual Ferran II designà com a hereu en Carles I.

## Comtes de Barcelona (i reis d'Aragó, Mallorca, València, Sicília, Sardenya, Nàpols, Castella, Granada i Jerusalem) de la casa d'Habsburg
- Carles I d'Habsburg i d'Aragó, comte de Barcelona (1516-1558). Segon fill de la reina Joana la Boja de Castella i de Felip el Bell, va néixer el 24 de febrer de 1500 a Gant. Heretà els regnes de la Corona Catalana del seu avi Ferran II. Va mantenir tancada a Tordesillas la seva mare Joana, governant en el seu nom els regnes de Castella i Lleó, el Regne de Navarra, les illes Canàries, les places del Nord d'Àfrica, els territoris americans i el regne de Granada. De Maximilià I del Sacre Imperi Romanogermànic,: Àustria i els drets de la corona imperial. I de Maria de Borgonya: Borgonya, Artois, Luxemburg, els Països Baixos, Flandes, el Franc Comtat.

En 1555-56 abdicà de la corona imperial en el seu germà Ferran, i dels títols reials de Castella, Sicília i Nàpols en el seu fill Felip, reservant-se el de comte-rei fins a la seva mort. Morí (segons la història) a Yuste, Càceres el 1558, però fins al 1574 no va ser traslladat al seu panteó al Monestir de l'Escorial que és on és enterrat.
- Felip I de Catalunya-Aragó (II de Castella)[4] (Valladolid 1527. L'Escorial 1598), comte de Barcelona de 1558 a 1598. Enterrat al Monestir de l'Escorial.
- Felip II de Catalunya-Aragó (III de Castella)[5] (Madrid 1578 - L'Escorial 1621), comte de Barcelona de 1598 a 1621). Enterrat al Monestir de l'Escorial
- Felip III de Catalunya-Aragó (IV de Castella)[6] (Valladolid 1605 - Madrid 1665), comte de Barcelona (primera època) del 1621 fins al gener de 1641 quan les seves tropes envaeixen Catalunya, i la Generalitat el destitueix.

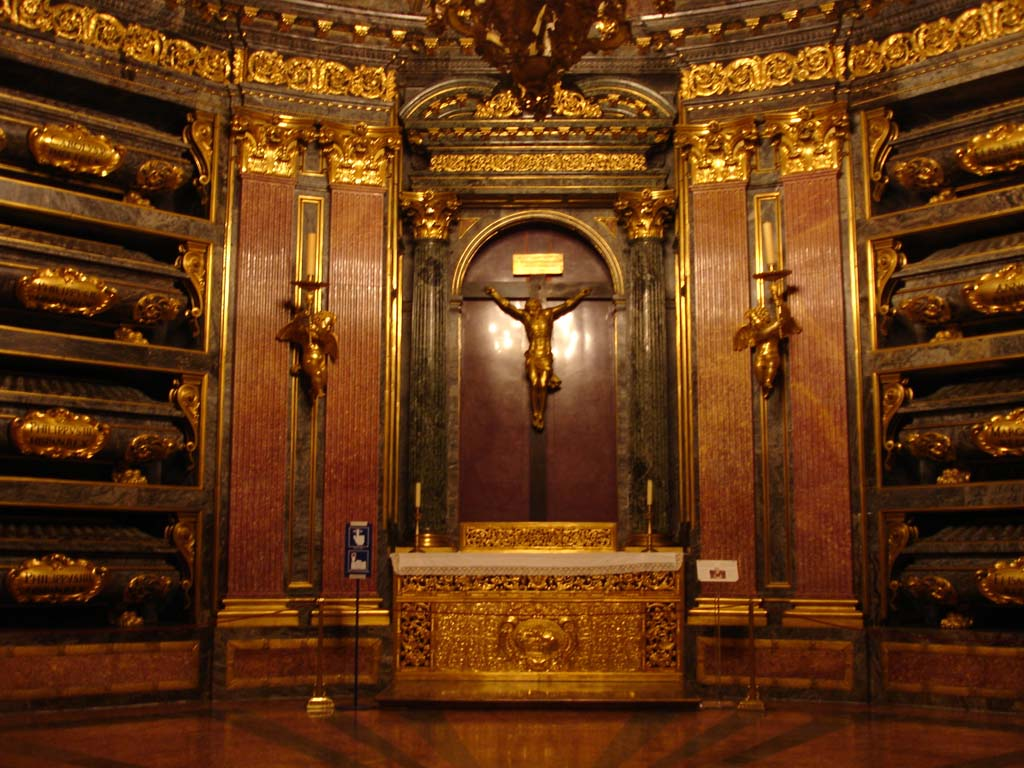
Panteó Reial de l'Escorial, amb la major part dels sepulcres de reis des de Carles I
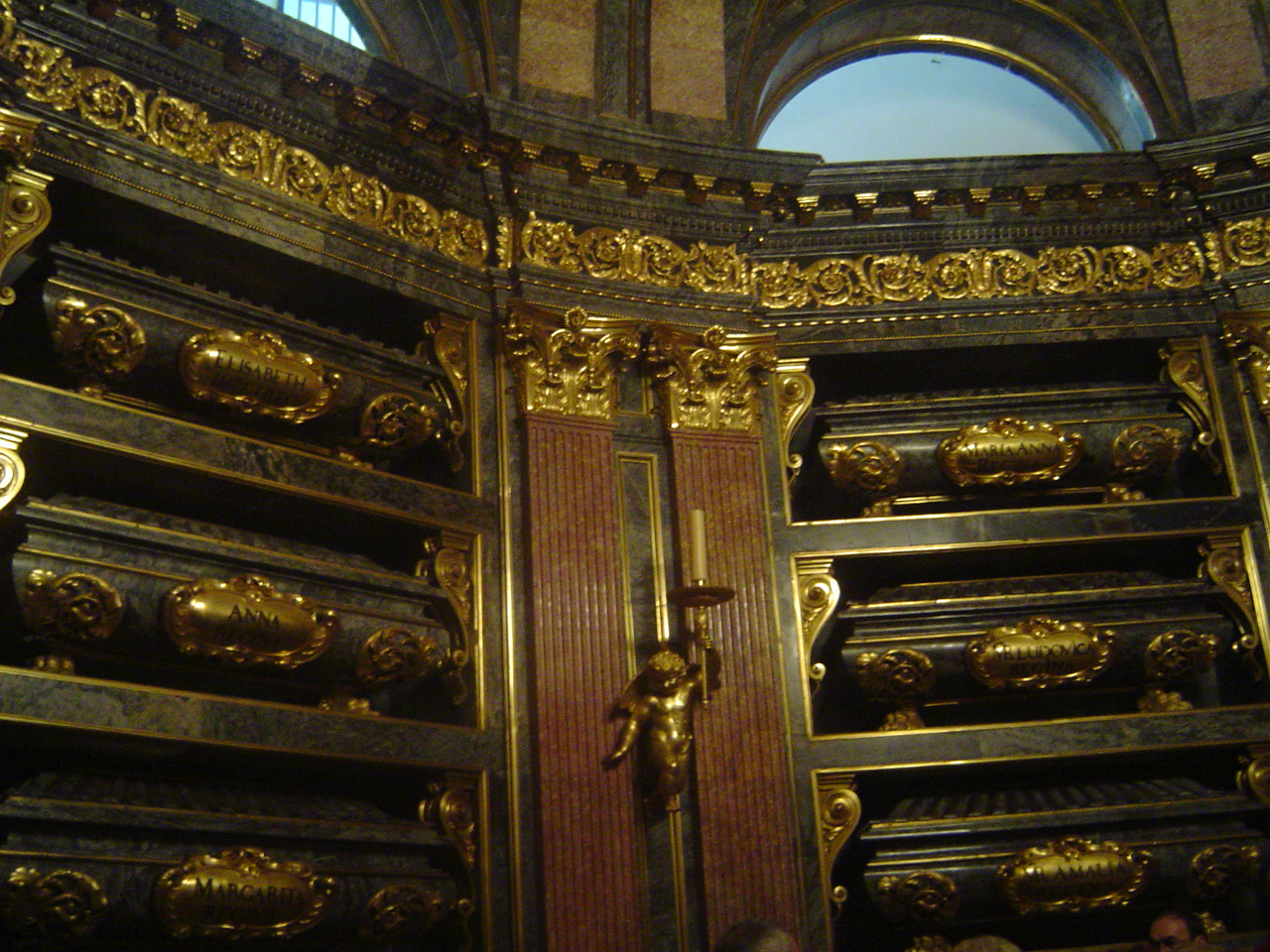
Panteó Reial de l'Escorial; sepulcres de reines
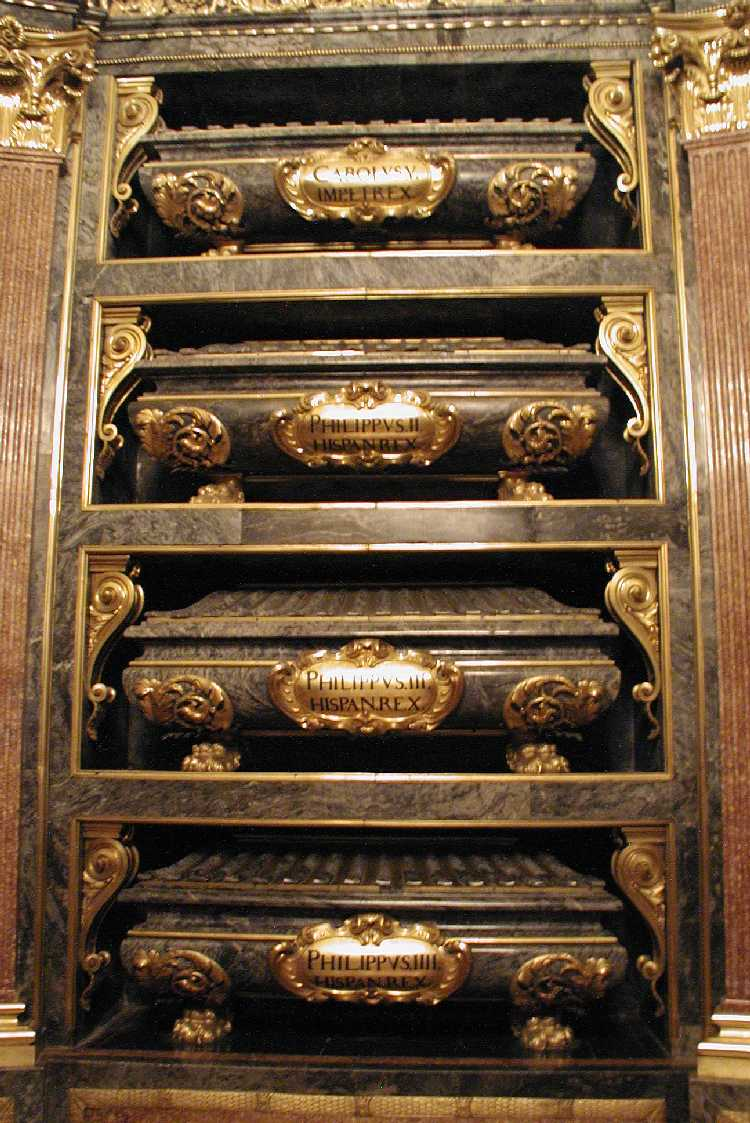
Carles I i Felip I, II i III (El Escorial)
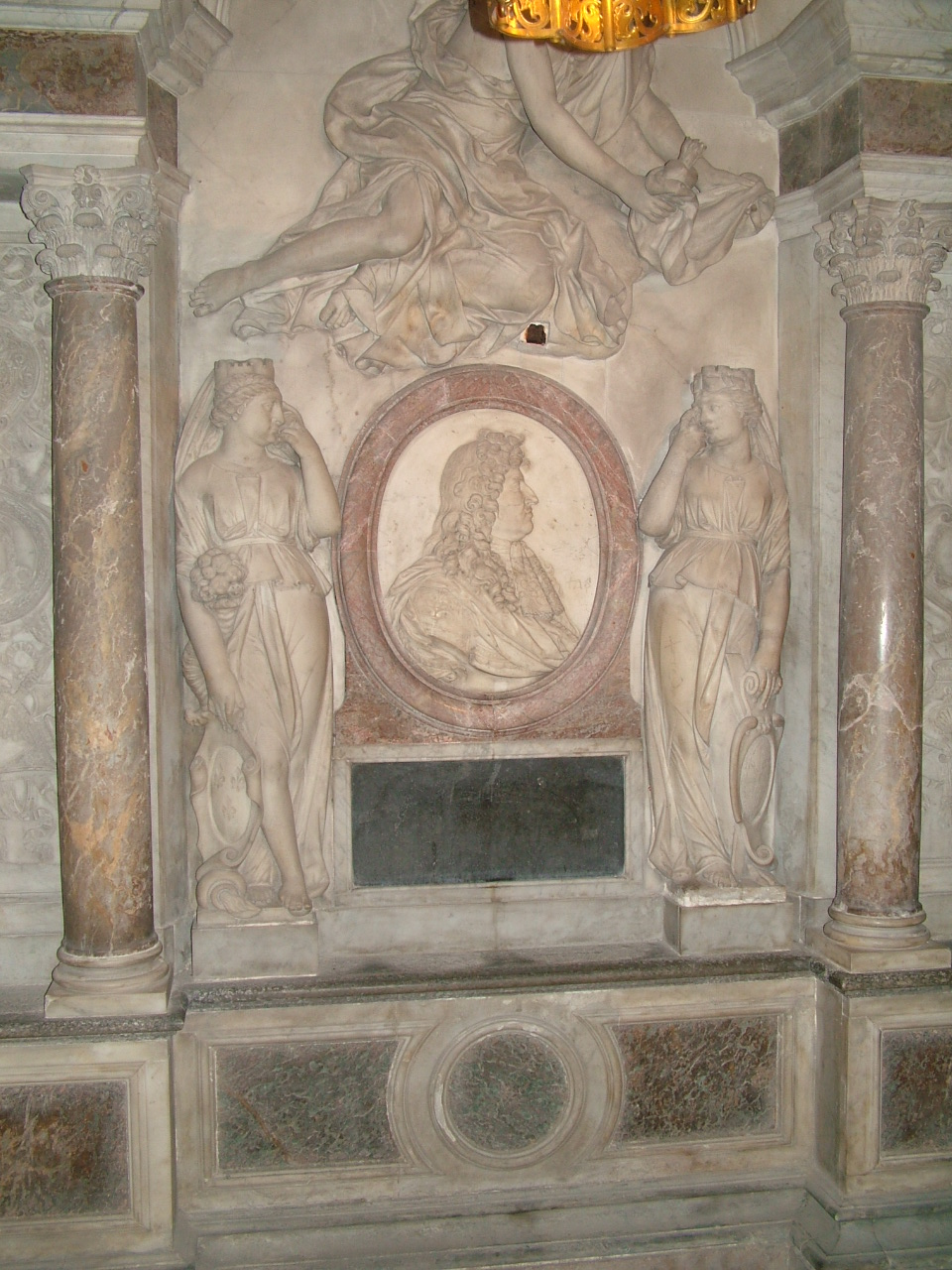
Cenotafi de Lluís II (Saint-Denis, París)

### Guerra amb Castella
- República catalana de Pau Claris : 16 de gener de 1641 fins al 30 de desembre de 1641
- Lluís I de Barcelona (Lluís XIII a França), (Fontainebleau, 1601 - Saint Germain-en-Laye, 1643), comte de Barcelona de l'1 de gener de 1642 al 1643. Nomenat per la Generalitat. Enterrat a la Basílica de Saint-Denis, a París, la tomba fou destruïda en 1793; només se'n conserva un reliquiari amb el cor momificat, recuperat més tard.
- Lluís II de Barcelona (Lluís XIV a França), (5 de setembre de 1638 – 1 de setembre de 1715) comte de Barcelona del 1643 al 1659 (Tractat dels Pirineus). Nomenat per la Generalitat. Enterrat a la Basílica de Saint-Denis, a París; la tomba va ésser destruïda en 1793 i en 1841 s'hi aixecà un cenotafi en honor seu.

### Continuació dinastia Habsburg
- Felip III de Catalunya-Aragó (IV de Castella)[6] (Valladolid 1605 - Madrid 1665), comte de Barcelona (segona epoca) del 1659 al 1665). Enterrat a l'Escorial.
- Carles II de Catalunya-Aragó[7] el Fetillat (Madrid 1661 - íd. 1700), comte de Barcelona (1665-1700). Enterrat a l'Escorial

### Guerra de Successió
- Felip IV de Borbó (1700-1705) (V de Castella) (Versalles, França 1683 - Madrid 1746), Rei d'Espanya 1700-1746), rei de Nàpols (1700-1707) i rei de Sicília (1700-1713). Comte de Barcelona, 1700-1705. Jurà les Constitucions Catalanes. Enterrat a la col·legiata de La Granja de San Ildefonso, a Segòvia.
- Carles III d'Aragó i d'Àustria, l'Arxiduc (Carles VI del Sacre Imperi Romanogermànic) (Viena, Àustria, 1 d'octubre de 1685 - 20 d'octubre de 1740) fou Carles III com a comte de Barcelona (1706-1714), i rei d'Aragó, de València (1706-1707 / 1714), de Mallorca (1706-1714 / 1715), de Sardenya (1706-1720), de Sicília (1706-1714 i 1720-1738), de Nàpols (1706-1738) i rei de Castella (1706-1707) (encara que en les llistes oficials de les Corones d'Aragó i de Castella no hi és comptat). Enterrat a Viena, al panteó imperial de la cripta de l'església dels Caputxins.

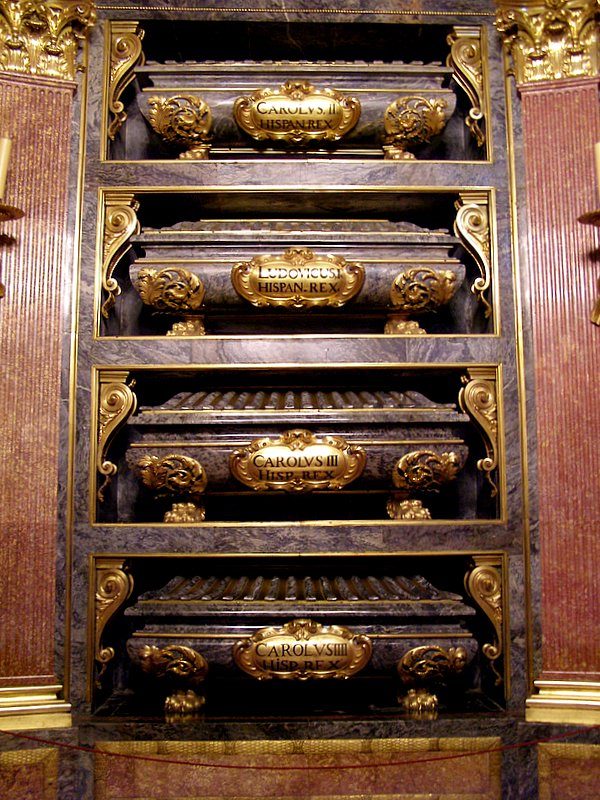
Carles II, Lluís III, Carles III i Carles IV (Escorial)
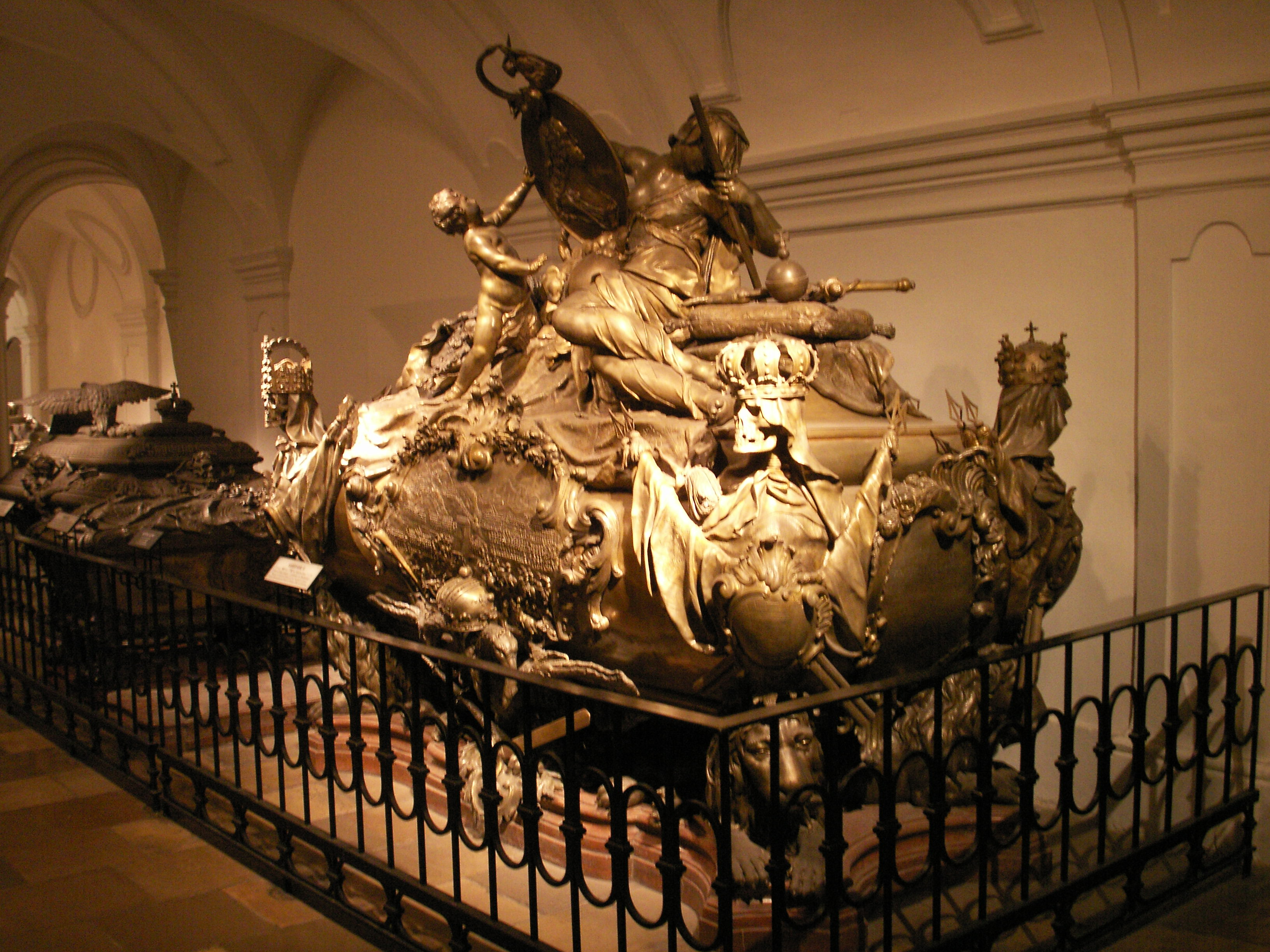
Carles III, l'arxiduc (Caputxins de Viena)
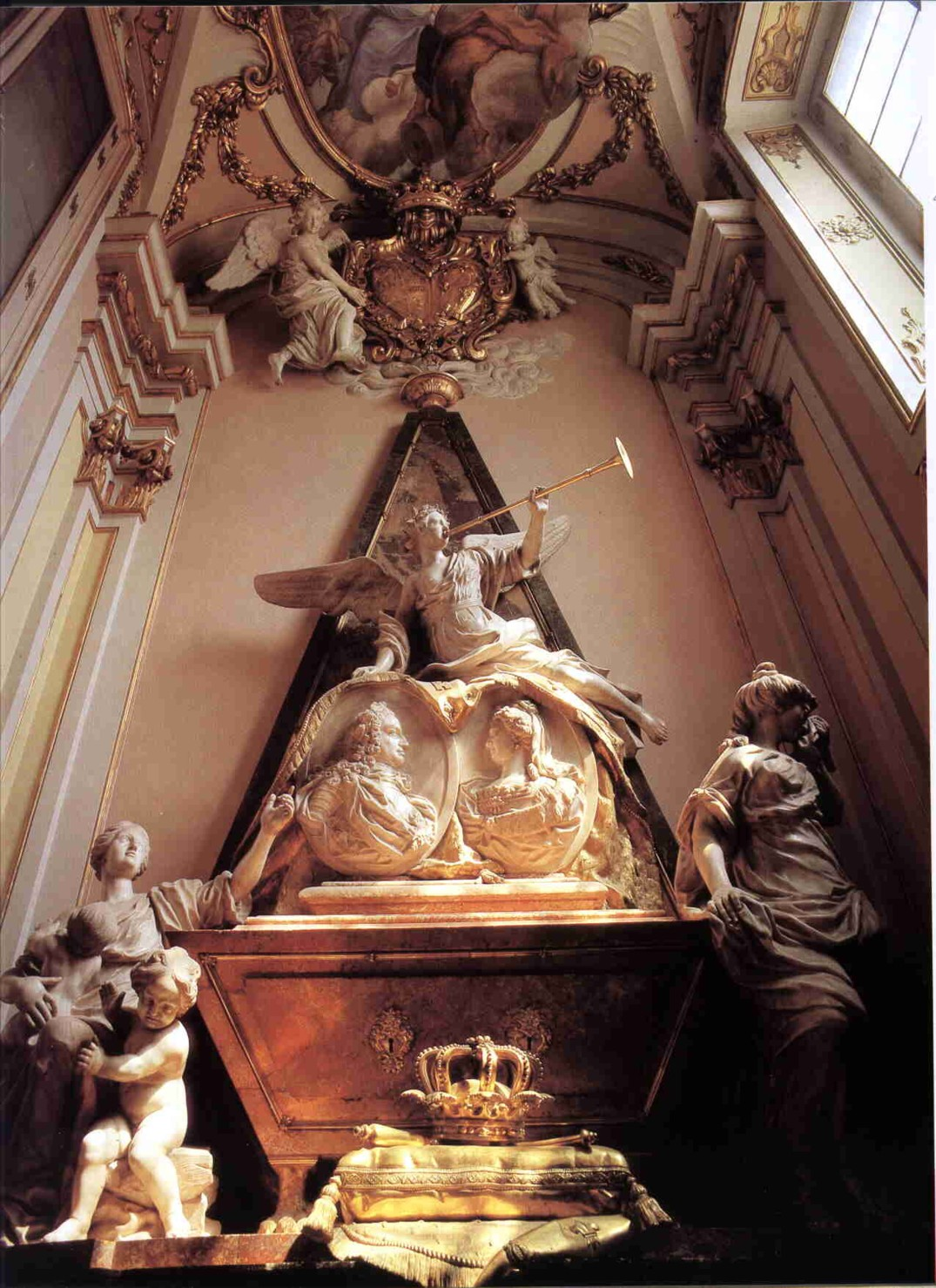
Felip IV (La Granja de San Ildefonso)
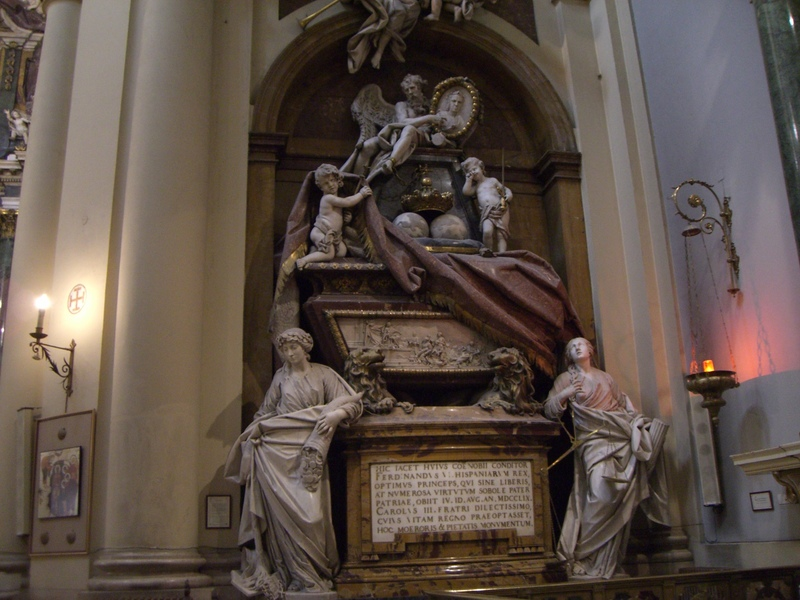
Ferran III (Salesas Reales)

## Comtes de Barcelona (i reis d'Aragó, Mallorca, València i Castella) de la casa de Borbó
- Felip V de Castella 1r regnat (1714-1724) (Versalles, França 1683 - Madrid 1746), Rei d'Espanya (1700-1746), rei de Nàpols (1700-1707) i rei de Sicília (1700-1713). Abolí les Constitucions Catalanes amb el Decret de Nova Planta.
- Lluís I de Castella (1707-1724). Rei el 1724. Fill de Felip IV (V). Enterrat a l'Escorial
- Felip V de Castella 2n regnat (1724-1746). Enterrat a La Granja de Sant Ildefons.
- Ferran VI de Castella (Madrid 1713 - Villaviciosa d'Odón 1759), rei de 1746 a 1759). Fill de Felip IV. Enterrat a l'església de les Salesas Reales, a Madrid.
- Carles III de Castella (Madrid 1716 - íd. 1788), rei de les Dues Sicílies (1735-1759) i rei d'Espanya (1759-1788). Fill de Felip IV. Inventà l'actual bandera d'Espanya, però amb l'escut de Castella. Enterrat al Escorial
- Carles IV de Castella (Portici, Regne de Nàpols 1748 - Roma 1819), Rei d'Espanya (1788-1808). Abdicà a favor de Napoleó. Enterrat a l'Escorial
- Ferran VII de Castella 1r regnat (L'Escorial 1784 - Madrid 1833), rei d'Espanya (1808-1808). Abdicà a Baiona a favor de Napoleó. Enterrat a l'Escorial.

### Guerra del francès
- Josep Bonaparte (comte de 20-05-1808 a 26-01-1812). (Corte, Còrsega 1768 - Florència 1844), rei de Nàpols (1806-1808) i rei d'Espanya (1808-1813). Va ser enterrat a París, a l'església dels Invalides.
- Napoleó Bonaparte (comte de 26-01-1812 a 11-04-1814). Nascut a Ajaccio, Còrsega, el 15 d'agost del 1769, un any després de la compra de l'illa per part de França a la República de Gènova, i mort el 5 de maig de 1821, a l'illa de Santa Elena. Annexionà Catalunya a l'Imperi el 1810 (tot i que els decrets d'annexió no foren publicats fins al 26 de gener i el 2 de febrer de 1812). Derogà el Decret de Nova Planta i oficialitzà l'idioma català. Enterrat a París, als Invalides.
- Lluís XVIII de França (Palau de Versalles, 17 de novembre de 1755 - París, 16 de setembre de 1824). Comte de l'11 d'abril de 1814 fins al 25 d'abril de 1814. Com a conseqüència de la restauració monàrquica a Franca, Lluís va ser comte de Barcelona des de la renúncia de Napoleó fins a l'arribada de Ferran VII, malgrat que el tractat de Valençay de cessió de la Corona havia estat signat l'11 de desembre de 1813. L'armistici que permeté la retirada de les tropes franceses de Barcelona fou signat el 25 d'abril de 1814. Va morir el 16 de setembre de 1824, i fou enterrat a la Basílica de Saint-Denis.

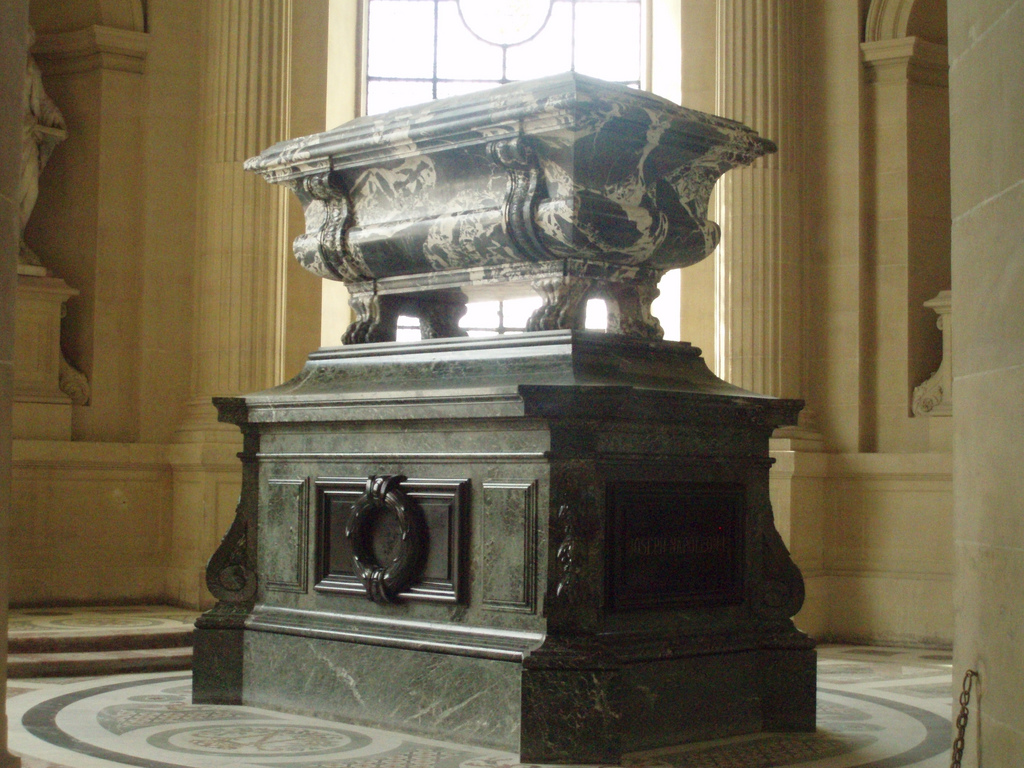
Josep I (Invalides, París)
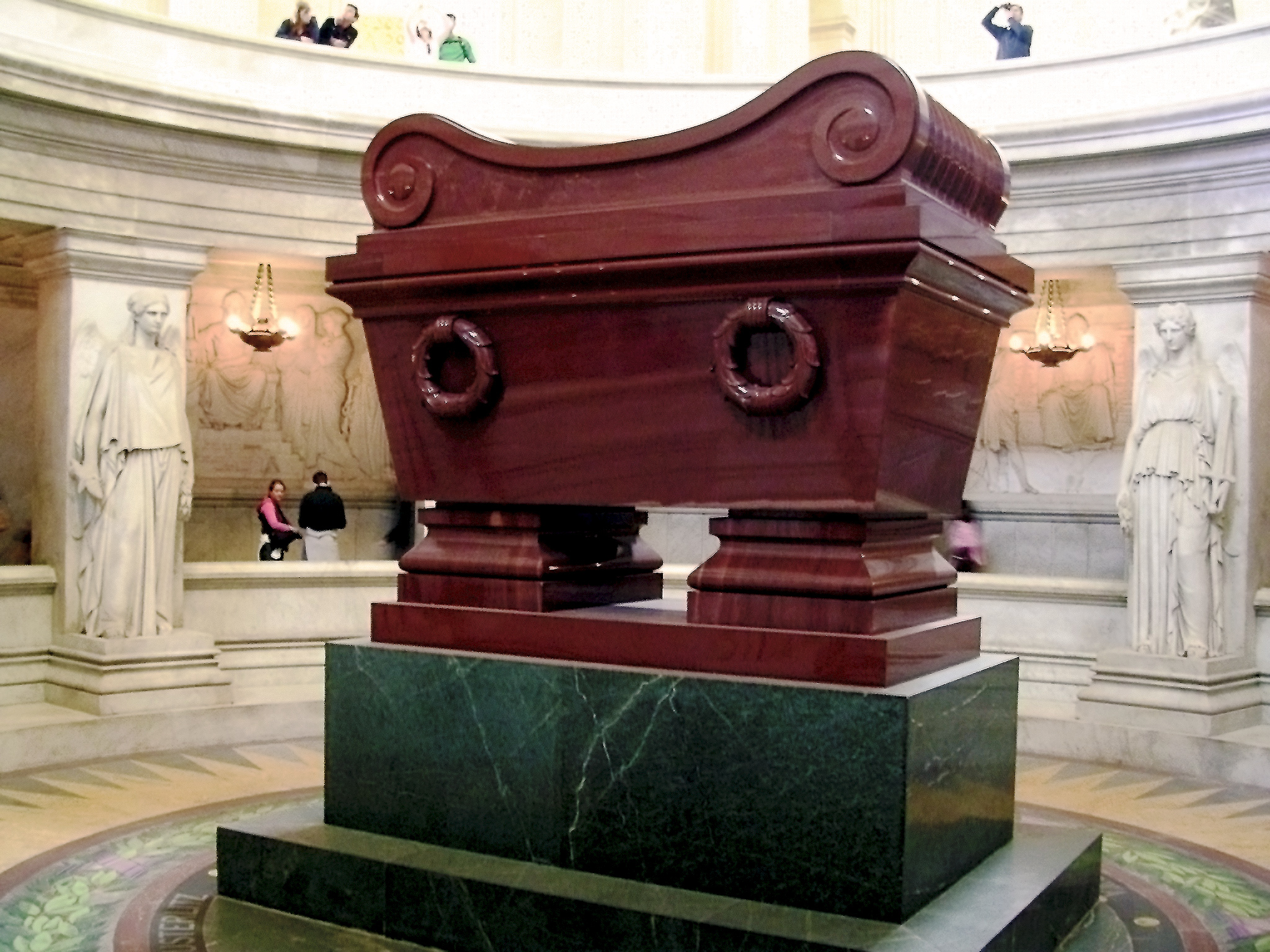
Napoleó I (Invalides, París)
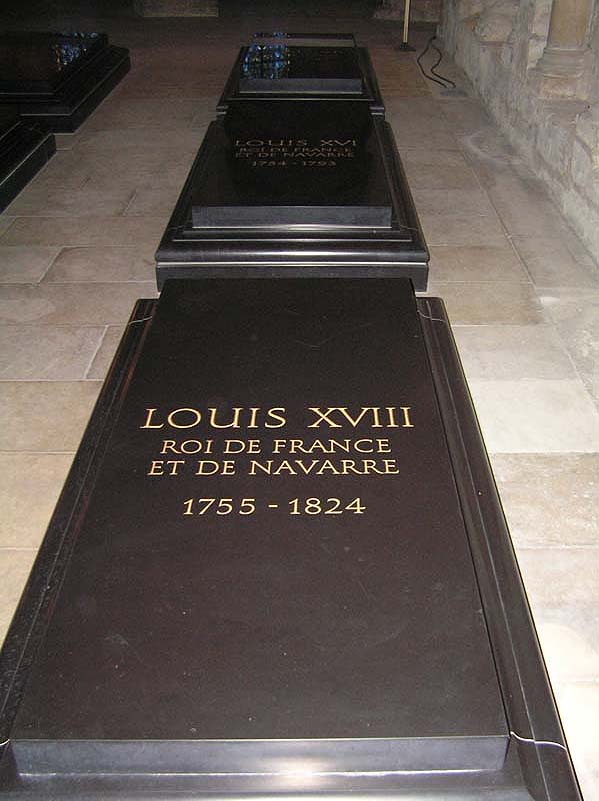
Lluís IV (Sain-Denis, París)

### Continuació dinastia borbònica
- Ferran VII de Castella 2n regnat (L'Escorial, 1784 - Madrid, 1833), rei d'Espanya (1808-1833). Enterrat al Monestir de l'Escorial
- Isabel II de Castella (1833-1836) i Isabel II de les Espanyes (1836-1868) (1830-1904). (Madrid, 1830 – París, 1904). Enterrada a l'Escorial
- Amadeu I de Savoia. (Torí 1845 - 1890). Príncep d'Itàlia de la casa de Savoia amb el tractament d'altesa reial que esdevingué rei d'Espanya des de 1871 fins a 1873 a conseqüència de ser elegit per les Corts del Sexenni Revolucionari. Enterrat a la Basílica de Superga, vora Torí.

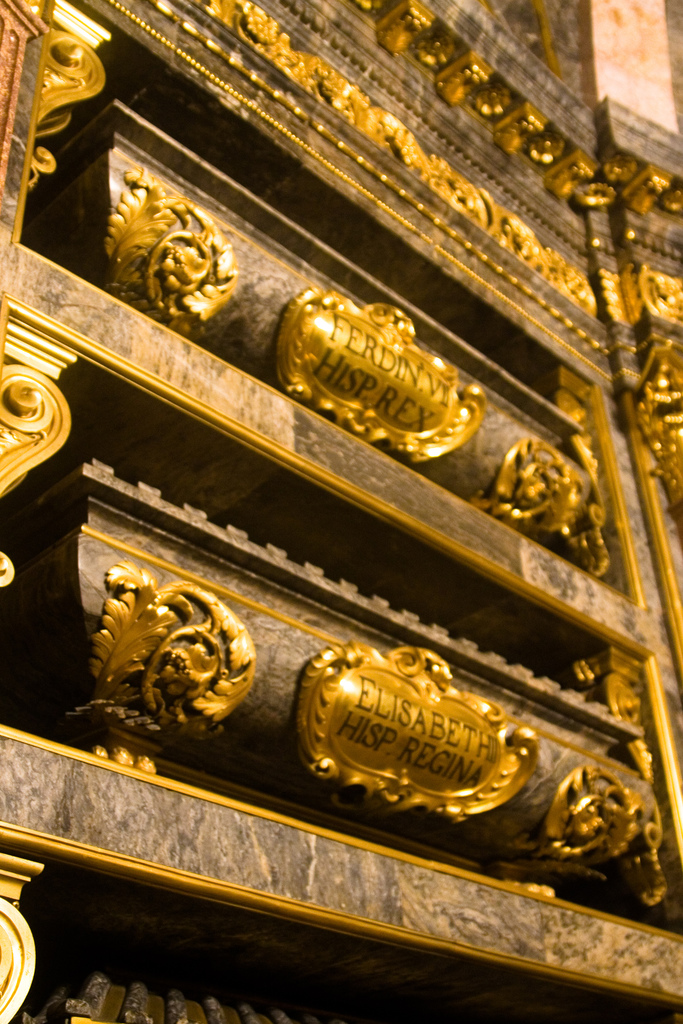
Ferran IV i Isabel I (Escorial)
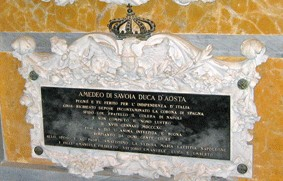
Amadeu I de Savoia (Superga, Torí)
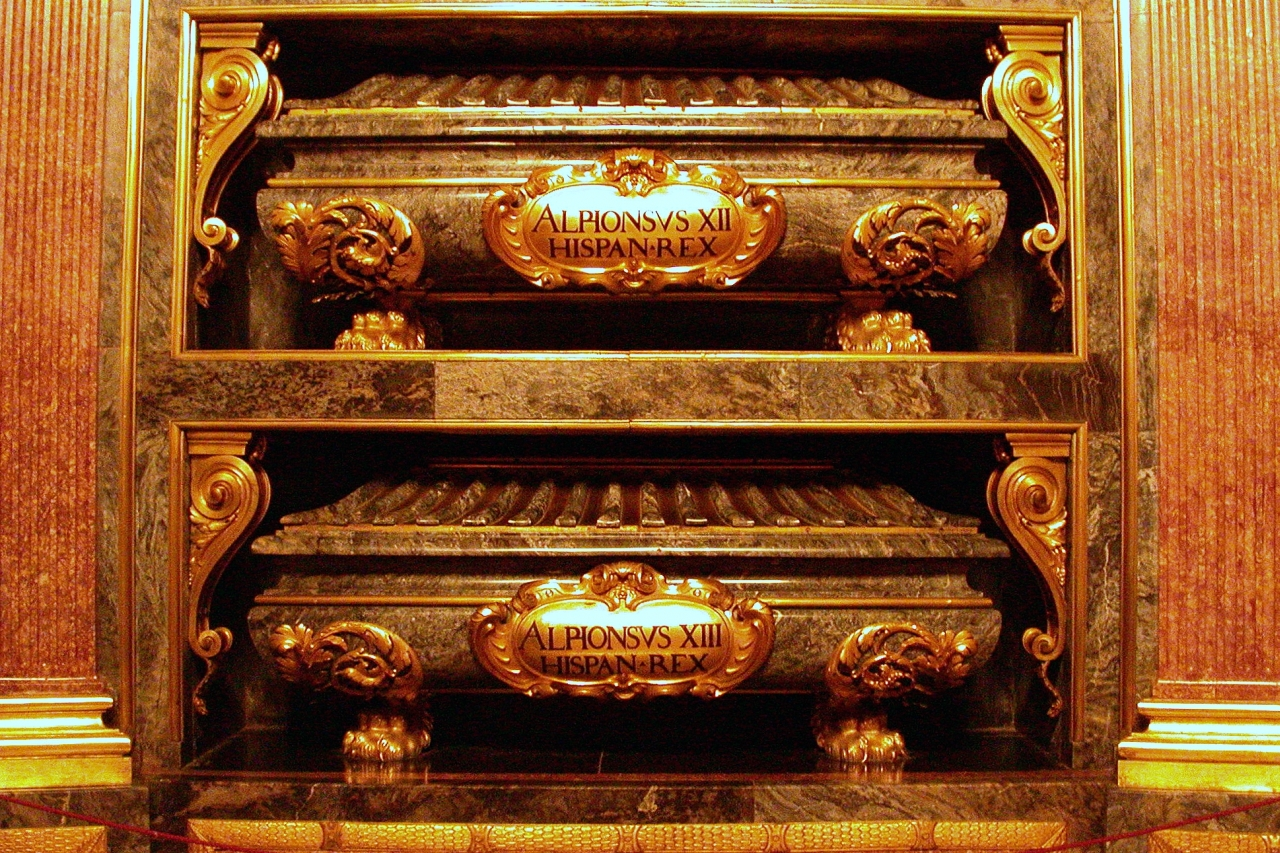
Alfons XII i Alfons XIII (Escorial)

- Alfons XII d'Espanya (Madrid, 1857 - El Pardo, 1885), fou rei d'Espanya (1875-1885). Canvià l'escut de la bandera d'Espanya a l'actual, copiat del de la 1a República. Enterrat a l'Escorial.
- Alfons XIII d'Espanya (Madrid, 1886 - Roma, 1941), fou rei d'Espanya (1902-1931). Abdicà i s'exilià en guanyar els republicans les eleccions municipals de 1931. Enterrat a l'Escorial.

### Exili franquista
- Joan de Borbó i Battenberg, (La Granja de San Ildefonso, Segòvia, 20 de juny de 1913 - Pamplona (Navarra), 1 d'abril de 1993). Autoanomenat Comte sense jurament. Enterrat a l'Escorial, encara no ocupa el sarcòfag al Panteó Reial.